# Лемковский язык
Ле́мковский язы́к (также русинско-лемковский язык; самоназвание: лемківскый язык, русиньско-лемківскый язык) — название одной из региональных разновидностей карпаторусинского языка, распространённой в Польше. Имеет кодифицированную форму, нормы которой закреплены в «Грамматике лемковского языка» (её первое издание было опубликовано М. Хомяк в 1992 году, а второе — М. Хомяк совместно с Х. Фонтанским в 2000 году). Данная грамматика была принята практически всеми общественными организациями лемков, выступающими за придание лемковскому статуса самостоятельного языка. Основой для лемковской литературной нормы стали лемковские говоры Польши (или севернолемковские говоры). Исторически эти говоры были распространены в Лемковине, одном из регионов на юго-востоке современной Польши. В настоящее время носители указанных говоров населяют в основном западнопольские воеводства — Нижнесилезское, Любушское и другие. Ряд исследователей рассматривают лемковский как миноритарный язык. В Польше с 2005 года лемковский официально признан языком этнического меньшинства.
Согласно переписи населения 2011 года в Польше лемковский язык назвали родным 4454 человека, языком домашнего общения — 6279 человек.
В числе основных особенностей, выделяющих лемковские (севернолемковские) говоры и лемковскую литературную норму, отмечают такие, как произношение лабиовелярного аппроксиманта [u̯] (обозначаемого в «Лемковской грамматике» знаком ў) на месте альвеолярного латерального аппроксиманта ɫ: долгiй [доўг’ij] «долгий», бiлий [б’iўиj] «белый», чытал [чытаў] «читал»; отвердение согласных в исходе слов у имён существительных в форме именительного падежа единственного числа: кiн «конь», ден «день», оген «огонь», заяц «заяц»; наличие парокситонического фиксированного ударения (всегда падающего на предпоследний слог) и распространение окончания -ом у имён и местоимений женского рода в форме творительного падежа единственного числа: роботом «работой», тихом «тихой», мойом «моей». Часть из указанных черт возникла в результате языковых контактов носителей лемковских говоров с носителями польского языка и восточного диалекта словацкого языка. Также западнославянское влияние отражено в лемковском словарном составе, в котором наиболее велика доля заимствований из польского языка.
Письменность лемковской литературной нормы основана на кириллице (гражданской азбуке).

## О названии
Самоназвания лемков (лемкы, лемко, лемкыня) и лемковского языка (лемківскый язык) обычно связывают с прозвищем, которое русинское население Низких Бескид получило из-за встречавшегося в их речи заимствованного у словаков слова лем «только», «лишь» (восточнословац. ľem и литер. словац. len). Это прозвище было дано бескидским русинам представителями соседней этнической группы бойков. Предположительно экзоэтноним «лемки» появился на бойковско-лемковском пограничье в начале XIX века и постепенно распространился среди остального русинского населения Северных Карпат. Изначально это название было принято в научной среде и у части лемковской интеллигенции уже в первой половине XIX века. В народной среде как самоназвание термин «лемки» распространился, вытесняя прежнее самоназвание «руснаки» (или реже «русины»), в первой половине XX века. При этом принятие нового этнонима не исключало у лемков осознания себя как части более крупной карпаторусинской этнической общности. По мнению О. Дуць-Файфер, название «лемки» как этническое определение закрепилось среди польских русин после переселенческих акций 1945—1947 годов в условиях негативного отношения поляков к украинцам на Возвращённых землях (нейтральный этноним «лемко» был предпочтительнее маркированному этнониму «украинец»).
В переписях населения Второй Польской республики и, в частности, в переписи 1931 года различались руский/руський (ruski), русский (rosyjski) и украинский языки. К носителям руского/руського языка, составившим 3,8 % населения Польши, были отнесены лемки, бойки, гуцулы и другие этнические группы. В социалистической Польше говоры лемков рассматривались как часть украинского языка. В переписях современной Польши впервые стали учитывать лемковский язык в переписи 2002 года. Также в качестве родного языка в переписях вновь стали отдельно указывать руский/руський язык.
Названия «лемки» и «лемковский язык» распространились только среди польских русин. В словацком лемковском ареале по-прежнему остаются распространёнными этнонимы «русины» («пряшевские русины»), «руснаки» и лингвоним «русинский язык». Вместе с тем из-за схожих диалектных и культурно-бытовых особенностей словацких русин с особенностями польских лемков нередко в научных работах по диалектологии и этнографии к лемкам причисляют также восточнославянское население Словакии, а говоры этого населения называют лемковскими (южнолемковскими по отношению к севернолемковским польским).

## Лингвогеография

### Ареал и численность
Областью распространения лемковских говоров до 1945—1947 годов была Лемковина (или Лемковщина, Лемковская Русь) — сравнительно небольшой горный регион в юго-восточной части современной Польши. Территория этого региона представляла собой узкую полосу, протянувшуюся в Карпатах по северным склонам Низких Бескид и отчасти Сондецких Бескид приблизительно на 150 км с наибольшей её шириной в 60 км. На западе граница этого региона условно проходила по реке Попрад, на востоке — по реке Ослава. С севера и запада к польскому лемковскому ареалу примыкала область распространения малопольских говоров, с юга — область распространения русинских (словацких лемковских) и восточнословацких говоров, с востока — ареал бойковских говоров. Кроме этого, лемки населяли два анклава в окружении польской этнической территории. Первый — к северу от Лемковины, между городами Стшижув и Кросно, населённый лемками-замешанцами, второй — к западу от Лемковины, известный как Шляхтовская Русь. Также к лемкам относили себя некоторые группы, которые населяли переходную лемковско-бойковскую территорию, размещённую между реками Сан и Ослава. По разным данным до выселения из Лемковины в 1930-е годы численность носителей лемковских говоров составляла от 130 до 150 тысяч человек. К настоящему времени в юго-восточных районах Польши (на юго-востоке Малопольского воеводства и крайнем юго-западе Подкарпатского воеводства) живёт лишь относительно небольшая часть лемков, не образующая компактной области расселения и рассеянная среди польскоязычного большинства.

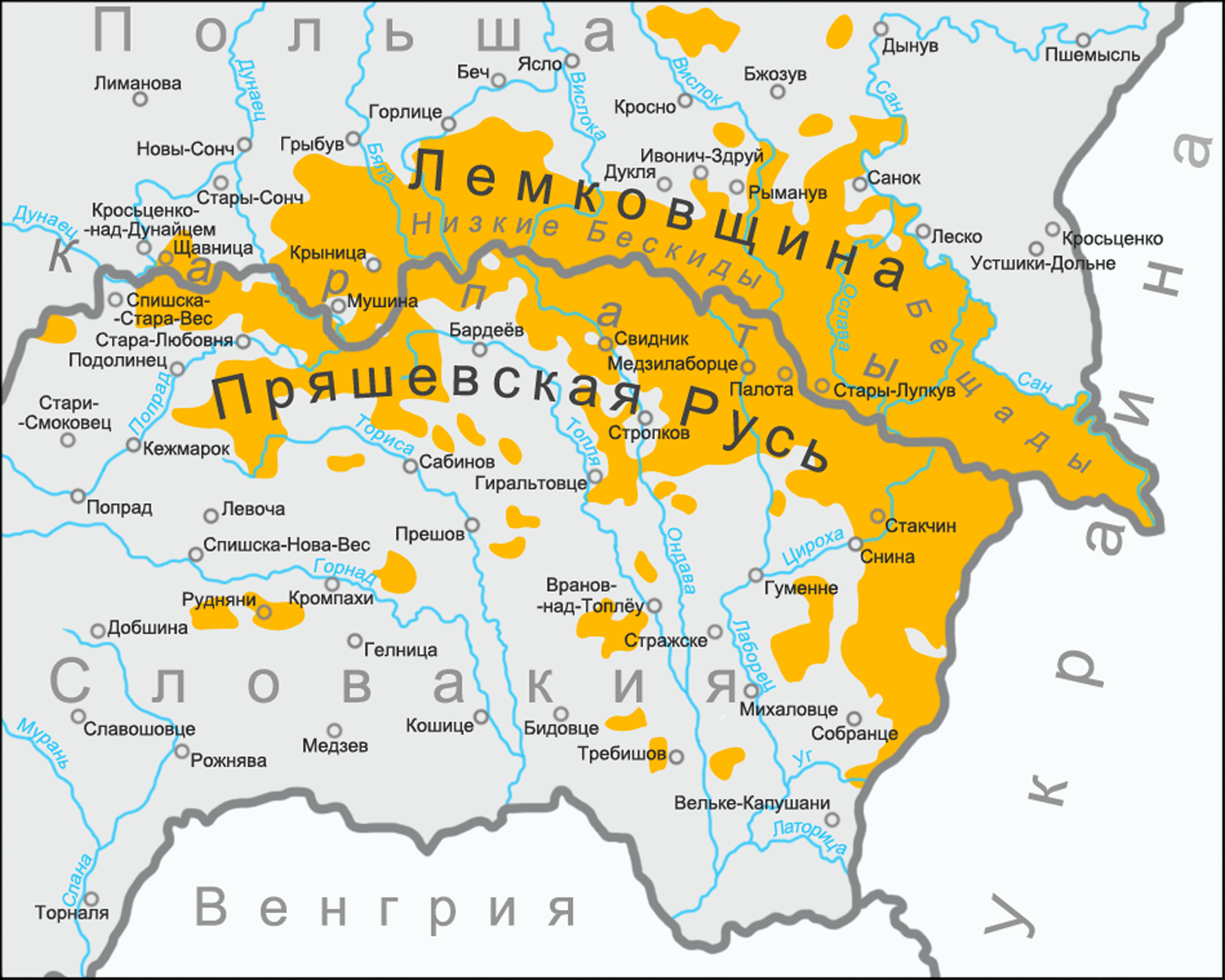
Карта расселения карпатских русин в 1919—1939 годах на территориях Лемковщины и Пряшевщины в границах современных Польши и Словакии

В современной Польше основной территорией распространения лемковских говоров являются воеводства Западной Польши — Нижнесилезское и Любушское (часть Возвращённых территорий, заселённых после Второй мировой войны в основном поляками). Но и здесь нет компактных областей расселения носителей лемковских говоров. Как правило, общины лемков представляют собой меньшинство в сёлах и городах с польским этническим большинством. Населённые пункты с численным преобладанием лемков в Западной Польше встречаются редко.
Лемки на Украине в значительной степени ассимилировались, но полностью не утратили родную речь. Изначально лемки были насильственно вывезены из Польши в Донецкую, Луганскую и Кировоградскую области, после чего они переселились в другие, преимущественно в западные районы Украины. В основном носители лемковских говоров населяют в наше время Тернопольскую, Львовскую, Ивано-Франковскую, Николаевскую и Херсонскую области Украины.
Отчасти лемковские говоры сохраняются в повседневном общении у небольшой части потомков лемковских эмигрантов в США и Канаде. В основном носителями лемковского являются представители старшего поколения или лица, недавно переселившиеся в эти страны.
В Польше в ходе переписи населения 2011 года 6279 жителей Польши указали, что используют лемковский в качестве языка домашнего общения (5,6 тысяч в 2002 году). При этом у 1380 человек лемковский является единственным домашним языком, а 4899 человек используют лемковский как первый или второй язык домашнего общения наряду с другими, в основном наряду с польским — 4747 человек. Родным лемковский язык назвали 4454 человека. Из них 1747 носителей лемковского языка живут в городах, а 2707 — в сельской местности.
Согласно данным польской переписи населения, помимо лемков в качестве родного или домашнего языка лемковский указывают также поляки и украинцы, сами же лемки помимо лемковского называют родным или домашним польский и украинский.
Численность лиц, указавших в переписи 2011 года лемковскую этническую идентичность, составила 10 531 человек (5863 — в 2002 году), из них 5612 человек указали лемковскую как единственную национальность, 7086 человек — как первую, 3445 — как вторую, 3621 человек — как первую или вторую наряду с польской. Из 10 531 человека языком домашнего общения (перепись позволяла указать два языка) назвали польский 8935 человек, лемковский — 5883 человека, украинский — 781 человек. Также одним из языков домашнего общения назвали лемковский 1671 поляк, 732 украинца (из 51 001 украинца 21 791 назвали языком домашнего общения украинский, 2244 — русский, 732 — лемковский). Родным языком лемки назвали польский (5688 человек), лемковский (4277 человек) и украинский (520 человек). Также одним из родных языков назвали лемковский 1165 поляков, 453 украинца (из 51 001 украинца 25 700 назвали родным языком украинский, 2229 — русский, 453 — лемковский).
Численность лемков по воеводствам Польши согласно переписи населения 2011 года:
| воеводство          | численность (чел.) | численность (%) |
| ------------------- | ------------------ | --------------- |
| Нижнесилезское      | 4940               | 46,9            |
| Малопольское        | 2253               | 21,4            |
| Любушское           | 1566               | 14,9            |
| Западнопоморское    | 338                | 3,2             |
| Подкарпатское       | 291                | 2,8             |
| Мазовецкое          | 268                | 2,5             |
| Варминско-Мазурское | 212                | 2,0             |
| Поморское           | 207                | 2,0             |
| Великопольское      | 167                | 1,6             |
| Силезское           | 126                | 1,2             |
| Подляшское          | 50                 | 0,5             |
| Куявско-Поморское   | 32                 | 0,3             |
| Опольское           | 29                 | 0,3             |
| Лодзинское          | 26                 | 0,2             |
| Люблинское          | 17                 | 0,2             |
| Свентокшиское       | 12                 | 0,1             |
| Польша (всего)      | 10 531             | 100             |

Вероятно, численность носителей лемковских говоров в Польше выше, чем показывают данные переписи, поскольку по оценочным данным в Польше проживает до 60 000 лемков (при этом часть лемков указывает себя в переписях как украинцы с родным украинским языком, понимая под этим лемков как часть украинского этноса, а лемковские говоры как говоры украинского языка).
На Украине, согласно переписи населения 2001 года из 672 лемков подавляющее число (641 человек) назвало родным языком украинский. По оценкам численность лемков на Украине составляет несколько десятков тысяч человек.

### Социолингвистические сведения
Статус
Лемковский идиом, функционирующий в настоящее время в виде устных говоров и используемой чаще всего на письме литературной формы, является языком этнической общности лемков. В эту общность входят лемки, живущие на территории современной Польши, и потомки лемков, выселенных из Лемковины на Украину, а также эмигрировавших из Лемковины в США и Канаду. При этом лемковская литературная форма является наддиалектным языком только для части польских лемков, считающих себя самостоятельным народом, и фактически используется только в среде лемковской интеллигенции. Лемковский идиом «лемками-автономистами» рассматривается как часть карпаторусинского языкового ареала. Так, например, лемковский называет одним из вариантов русинского языка известная исследовательница лемковского языка и общественный деятель О. Дуць-Файфер.
В Польше лемки как этническая общность, не имеющая своего государства и предки которой населяют территорию современной Польши не менее 100 лет, официально признаны этническим меньшинством в соответствии с законом от 6 января 2005 года о национальных и этнических меньшинствах. Данный закон обеспечивает лемкам государственную поддержку в развитии их языка и культуры.
Образование
Традиции школьного обучения на лемковском берут начало с XVII века, когда в церковно-приходских школах Лемковины стали учить чтению и письму на «руськом» языке. Продолжением этих традиций стало открытие так называемых руських бурс во второй половине XIX века и первые попытки преподавания лемковского языка в государственных школах Польши в 1930-х годах. Этот процесс был прерван началом Второй мировой войны и последующим послевоенным выселением лемков из родных мест, а также политикой украинзации лемков. Спустя почти пятьдесят лет с 1991 года лемковский язык вновь стали преподавать в школах Польши. Лемковскую азбуку для школ в этом же году разработала учитель русского языка М. Хомяк. Обучение на родном языке или родному языку как предмету национальных и этнических меньшинств в Польше гарантируется Конституцией 1997 года и обеспечивается законодательными актами в сфере образования. В соответствии с этими законами, обучение на родном языке проводится в классах различных форм в случае, если в начальной школе выразили желание учиться не менее 7 учеников, и в школах более высоких ступеней — не менее 14 учеников. В случае, если число учеников меньше указанной нормы, формируются отдельные группы из учеников одного или нескольких классов (не менее 3 и не более 14 учеников) или организуют межшкольное обучение (группы учеников собирают из учеников разных школ — не менее 3 и не более 20 учеников). Для этих целей государство обеспечивает учебные планы, школьные учебники и другие необходимые средства. При наличие финансов школы могут организовывать разного рода кружки для воспитания детей национальных и этнических меньшинств в традициях их народной культуры. Ученики имеют право сдавать выпускные экзамены на родном языке или выбирать родной язык как предмет экзамена.
Обучение лемковскому проводится по программам, одобренным министерством образования (Ministerstvo národného školstva), его авторы — М. Хомяк, Х. Гранатовская, П. Трохановский, О. Дуць-Файфер, М.Ванца-Шавлюк, А. Квока (Program nauczania języka łemkowskiego (rusyńskiego) dla szkoły podstawowej i gimnazjum) и М. Хомяк (Program nauczania języka łemkowskiego (rusińskiego) dla szkoły średniej (liceum, technikum, szkoła zawodowa). Kurs podstawowy). Изначально обучение проводилось по Букварю, изданному в 1930-е годы, вскоре стали использовать учебник М. Хомяк. В настоящее время в Польше официально утверждены к применению в обучении «Лемківскій язык (основний курс) для першой класы ґімназиі і середньой школы», 2003, М. Хомяк; «Лемківскій язык з компутером», 2003, М. Хомяк, B. Matała; «Тематычний словник „Школа“ (польско-лемківско-анґліцкій і анґліцко-лемківско-польскій)», 2003, М. Хомяк, M. Górska и т. д..
Языковая норма
Первые попытки кодификации лемковского с целью преподавания его в польских школах предпринимались в межвоенный период («Лемківський словничок» М. Приймака, 1933, учебники М. А. Трохановского, 1933—1934). После периода запрета на развитие и использование лемковского как самостоятельного языка в социалистической Польше первое издание «Грамматики лемковского языка» авторства М. Хомяк было выпущено в 1992 году («Перша ґраматыка сучасного лемкiвского языка», а также «Лемкiвска ґраматыка для дiты»). Базой для языковой нормы стали говоры западнолемковского типа. Отчасти издание грамматики стало следствием решения I Международного конгресса русинского языка 1992 года кодифицировать варианты норм русинского языка в странах их проживания, чтобы затем на их основе постепенно выработать общерусинское койне (по так называемой ретороманской модели). В 2000 году вышло второе издание грамматики. Соавтором М. Хомяк в нём стал польский лингвист, профессор Силезского университета Х. Фонтанский.
Периодика

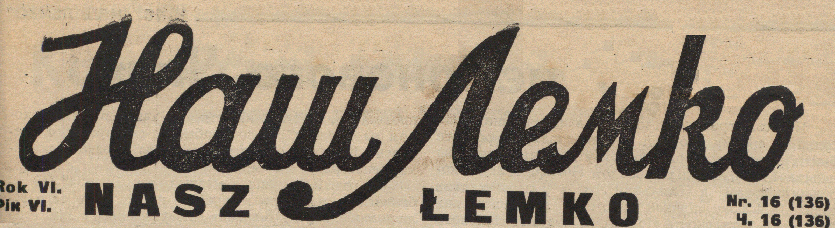
Заголовок журнала «Наш Лемко», издаваемого в Польше в межвоенный период

Первым периодическим изданием на лемковских говорах был журнал «Лемко», который выпускался в начале XX века. После Первой мировой войны печатные издания на лемковском вновь появляются как в Польше (в том числе «Наш Лемко»), так и в эмигрантской лемковской среде в США («Лемко», «Лемківський дзвін», «Карпатска Русь»). В социалистической Польше издание лемковской периодики ограничилось приложением к украинскому журналу «Наше слово». В настоящее время на лемковском издаётся двухнедельный журнал «Бесiда», а также ежегодные выпуски «Лемківскій Річник» и «Річник Руской Бурсы».
Функционирование в устной форме
До Второй мировой войны лемковские говоры были основным средством бытового общения лемков, проживавших на северных склонах Карпат. В официальной сфере использовался польский язык, но он не преобладал в ситуациях неофициального устного общения. Украинский язык занимал узкую сферу конфессионального языка в грекокатолической церкви. Нередким среди лемков был монолингвизм, а в некоторых случаях лемковским в разной степени владели даже этнические поляки.

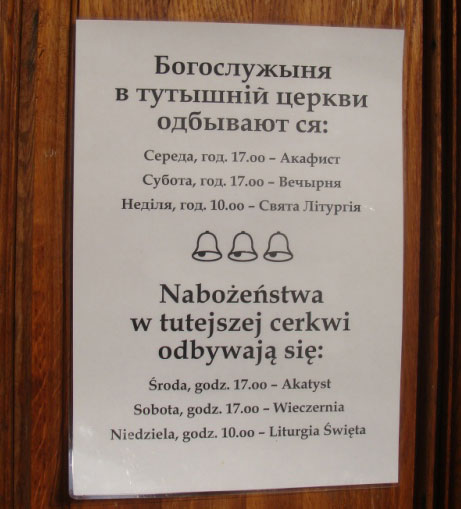
Объявление в храме Св. Владимира на лемковском и польском языках в Крынице-Здруй (Польша)

Как в Польше, так и на Украине в настоящее время носители лемковских говоров практически полностью двуязычны, наряду с родным говором они также владеют государственным языком страны, в которой проживают. И в Польше, и на Украине процесс передачи говора младшему поколению нарушается. Всё больше представителей лемковской молодёжи под влиянием школьного образования и СМИ переходят к пассивному билингвизму или полькому/украинскому одноязычию. Этому, в частности, способствует среди прочего рост смешанных браков. Процессы сохранности говоров зависят от разных условий. Быстрее отказ от лемковского говора происходит в тех ситуациях, когда лемки живут в сёлах или городах среди иноязычного большинства, медленнее, когда они живут в сёлах с преимущественно лемковским населением. Компактное расселение лемков в Польше складывалось в тех редких случаях, когда переселенцев из одного села размещали вместе в новом регионе проживания, на Украине сёла с лемковским большинством формировались в результате миграций лемков в пределах Украины. На быстрое вытеснение родных говоров из повседневного общения из речи городских жителей на Украине указывает М. А. Алексеева. В частности, по её сведениям, лемки «живущие во Львове, подчёркивают, что они ходят в лемковскую церковь, в которой часть службы проходит по-лемковски, именно ради того, чтобы услышать свой язык, поскольку в их семьях он полностью вышел из употребления». По-разному влияет на сохранность лемковских говоров второй язык. Так, с одной стороны польский язык вытесняет лемковские говоры из сферы повседневного общения, но с другой стороны он способствует сохранению типичных особенностей говоров лемков (например, парокситонического ударения, которое одинаково присуще языку поляков и языку лемков). На Украине же влияние украинского и отчасти русского языка ведёт к быстрому размыванию диалектных особенностей лемковских говоров. Но в ряде случаев сохранение некоторых типичных языковых черт поддерживается у лемков, живущих в окружении носителей поднестровских украинских говоров. Польские лексемы заимствуются лемками как правило с адаптацией под лемковскую фонетическую систему, а украинские заимствования остаются в речи лемков фонетически неизменными. На Украине лемковские говоры функционируют в ситуации языковых контактов с украинским языком и его диалектами, а также с русским языком. Если на Украине влияние украинского языка на речь лемков значительно, то в Польше украинский в сравнении с польским имеет второстепенное значение. В основном ориентированы на украинский язык лемки-грекокатолики. Для них литературный украинский является языком богослужения, их дети учатся в украинских гимназиях, в повседневной жизни они отчасти пользуются украиноязычными медиа. Влияние польского на говоры лемков на Украине практически отсутствует.

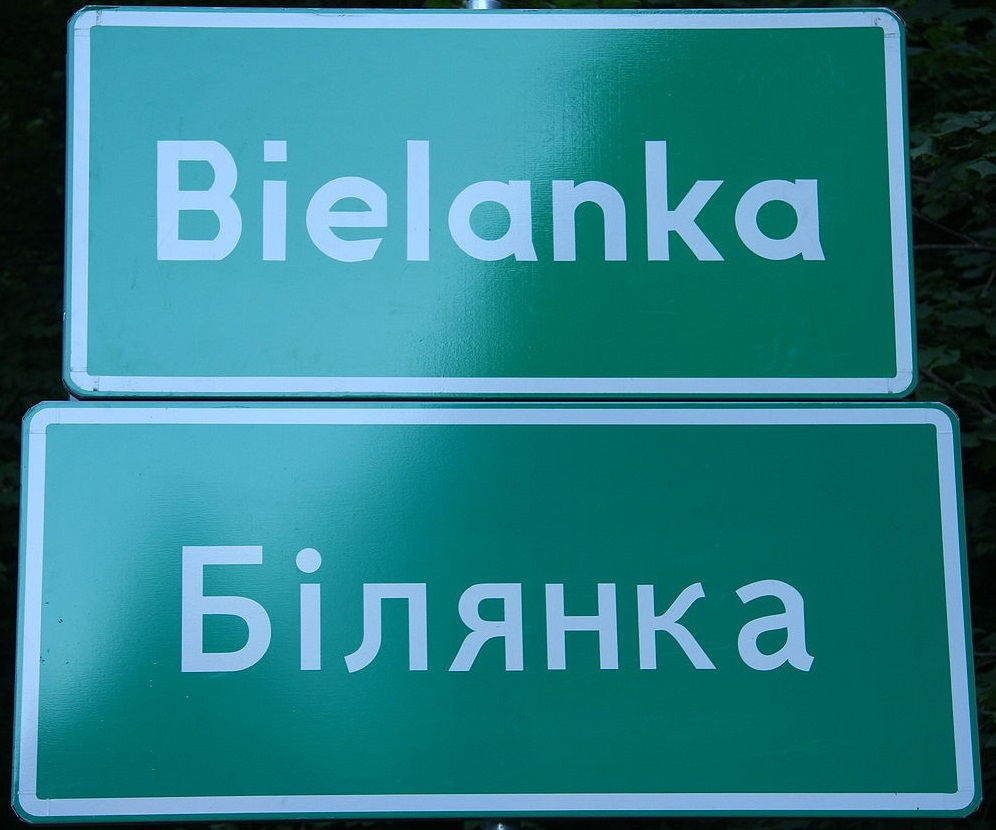
Первый двуязычный лемковско-польский указатель в Польше (село Белянка Горлицкого повята Малопольского воеводства)

Особенностью социолингвистической ситуации в Польше является различие в этнической самоидентификации и конфессиональной принадлежности носителей лемковских говоров. Одна группа лемков считает себя частью украинского народа, а свои говоры — частью украинского языка. В качестве литературного языка ими принят украинский язык (который, по их мнению, замедляет процессы полонизации). Другая группа лемков считает себя отдельным народом со своим собственным лемковским языком (кодификация и развитие которого, по их мнению, может приостановить исчезновение родных говоров, изучение же украинского как литературного лемки данного течения считают бесполезным в условиях тотального господства польского языка). Проукраинскую позицию занимают преимущественно грекокатолики. Самостоятельность лемковского народа и языка отстаивает большинство православных лемков. На Украине вне зависимости от места проживания и конфессиональной принадлежности лемки отрицательно относятся к провозглашению себя отдельным народом и к расширению сферы использования лемковских говоров. Как правило, лемковская языковая и этническая самоидентификация в отличие от поукраинской оказывает положительное влияние на сохранение лемковских говоров.
За развитие лемковского языка и признание его статуса как отдельного восточнославянского языка выступает культурная организация «Содружество лемков (Стоваришыня Лемків)», созданная в 1990 году в Легнице на западе Польши. Печатным органом этой организации является журнал «Бесіда». Другой культурный центр лемков — организация «Объединение лемков (Об'єднання лемків)» в Горлице на Карпатах, как и ряд организаций лемков на Украине и в Северной Америке, занимают проукраинские позиции.
В США и отчасти в Канаду лемки вместе с остальными русинами массово выезжали в период с 70-х годов XIX века до начала XX века (до 1914 года в США переехали 225 тысяч человек, что составило 90 % всей русинской эмиграции). Уже во втором поколении знание родного языка у переселенцев было пассивным, а в третьем потомки русин в своём большинстве полностью переходили на английский. Художественную литературу на русинском перестали издавать в 1960-х годах, проповеди на русинском были известны в небольшом числе приходов до 1990-х годов. К началу XXI века русинский язык, включая его лемковские говоры, в Северной Америке практически не сохранился. Понимать или говорить по-русински способны были лишь немногие из лиц восьмидесяти- и девяностолетнего возраста. Частично русинский и сейчас сохраняется в богослужении, в театрализованных представлениях (в отдельных местах как маркер русинской этничности), в передачах «Русинского радио» (по полчаса в неделю) или в издательской сфере, в частности, в печатном органе Союза лемков «Карпатска Русь», в котором отдельные статьи до сих пор публикуются на лемковском. Кроме этого, в последнее время среди молодого поколения американцев русинского происхождения отмечается интерес к изучению языка предков. Представители американской молодёжи приезжают среди прочего на летние курсы языка в Русскую Бурсу в Горлице. По лемковским текстам Г. Малецкой некоторое время в 2013—2014 годах проводилось обучение при церкви среди прихожан в Розуэлле (штат Джорджия).

### Диалекты

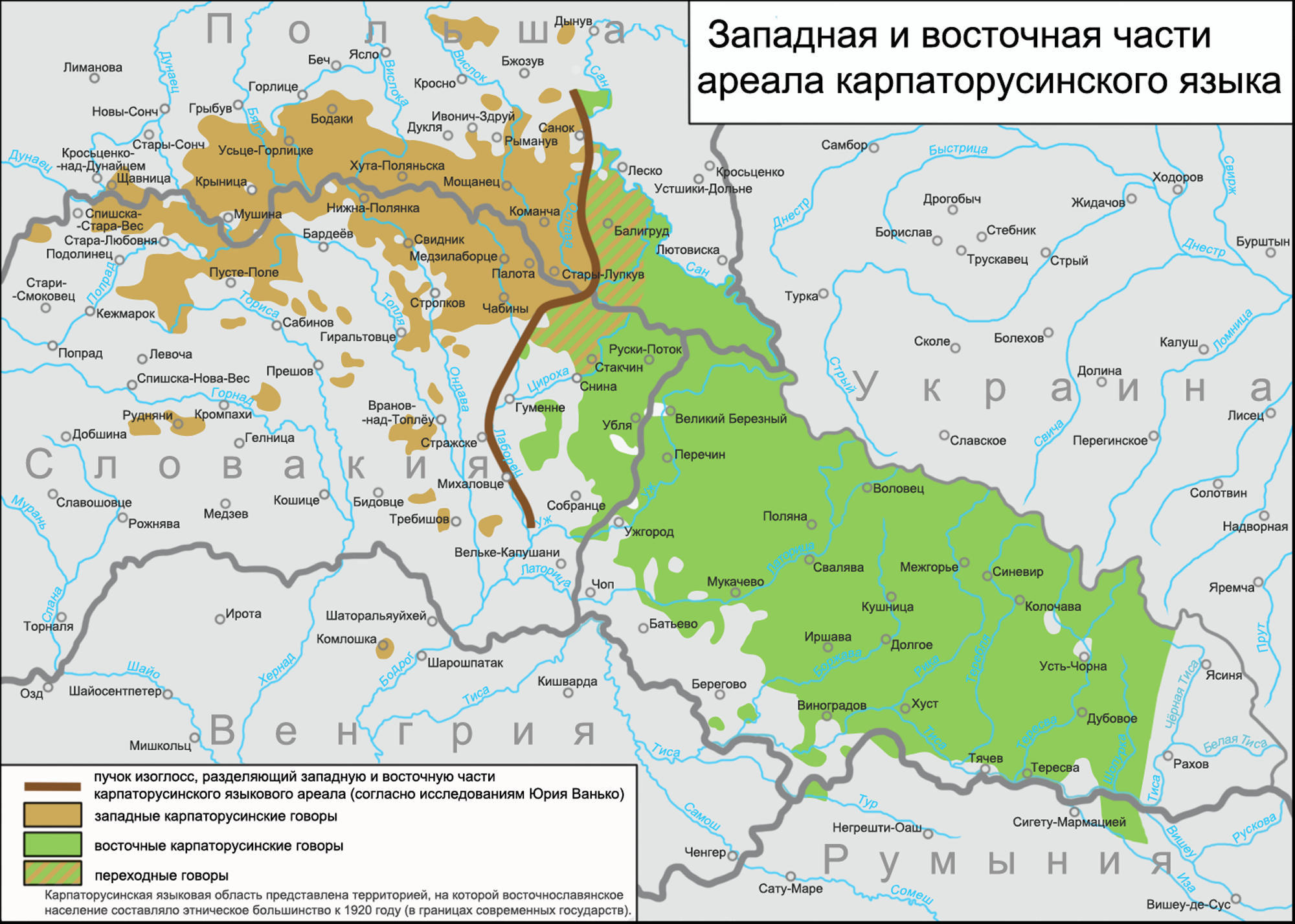
Пучок изоглосс, разделяющий западные и восточные карпаторусинские говоры, в который входит изоглосса фиксированного ударения

До Второй мировой войны область расселения лемков представляла собой компактный регион в горных районах Низких Бескид, в которых лемки образовывали этническое большинство (численность носителей лемковских говоров составляла тогда около 150 тысяч человек). Диалектные различия были характерны для западной, центральной и восточной части польского лемковского ареала. Переселение бо́льшей части лемков (70 тысяч человек) на Украину и переселение 30 тысяч из оставшейся на Карпатах части лемков на Возвращённые Земли, организованное после Второй мировой войны, привело к тому, что структура диалектного членения лемковских говоров была практически разрушена. Тем не менее, по тем или иным диалектным признакам можно установить к какому ареалу ранее принадлежали современные лемковские говоры. К таким признакам относятся, например, наличие парокситонического ударения, характерного для западных и центральных говоров (как и для западных и центральных южнолемковских (словацких) говоров), при том, что в восточных оно было подвижным и разноместным. Наличие гласной /i/ на месте исконной долгой /ō/, отмечаемой во всех позициях во всех лемковских говорах (двiр «двор», вiз «воз»), кроме ряда позиций в говорах Западной Лемковщины, в которых после согласных [р], [с], [з], [д] преимущественно отмечалась гласная /и/ (рик «год», взир «образец», силь «соль», дим «дом»), и после согласных [н], [т] вариативно встречались как /i/, так и /и/ (ниж/нiж «нож», стил/стiл «стол»). Распространение мягкой аффрикаты [ч’] (час [ч’ас] «время») в восточных и части центральных говоров, при том, что в западных говорах эта аффриката всегда являлась твёрдой.
Ряд языковых черт выделяет говоры Южной Лемковины. Например, распространение формы имени числительного штыридцет «сорок» (в других говорах чотырдесят/чытырдесят/четырдесят и сорок) и форм глаголов 3-го лица единственного числа знати «знать» и мати «иметь» — знат и мат (в других говорах — зна/знає и ма/має).
Переселение лемков после Второй мировой войны привело, по утверждению М. М. Алексеевой, к формированию двух новых групп лемковских говоров. Одна из таких групп сложилась в Польше. Она включила два основных ареала — относительно компактные поселения лемков в Западной Польше (на границе Нижнесилезского и Любушского воеводств) и поселения лемков, оставшихся на исконных землях и вернувшихся с Возвращённых Земель на Карпаты (на границе Малопольского и Подкарпатского воеводств). Другая группа образовала диалектный ареал на Украине, который включил лемковские поселения, образованные после переезда лемков с Восточной и Центральной Украины во Львовскую, Тернопольскую и Ивано-Франковскую области. Помимо поселений с преобладанием носителей лемковского языка в разных воеводствах Польши и в разных областях Украины лемки также рассеянно распространены среди польскоязычного и украиноязычного большинства как в сельской местности, так и в городах. Основным фактором диалектных расхождений говоров польских и украинских лемков стало влияние нового иноязычного окружения. В новых условиях бытования по-разному стали меняться не только диалектные особенности говоров, но и степень их сохранности в зависимости от социолингвистических характеристик, включая этническую самоидентификацию, конфессиональную принадлежность, тип билингвизма и т. д.
Современная литературная норма лемковского языка опирается на говоры, распространённые до переселения в Западной Лемковщине. По мнению М. М. Алексеевой, это отчасти связано с тем, что западнолемковские говоры сильнее других отличаются от украинского литературного языка.

## Письменность
Алфавит лемковского литературного языка включает 34 буквы:
| А а | Б б | В в | Г г | Ґ ґ | Д д | Е е |
| Є є | Ж ж | З з | І і | И и | Ы ы | Й й |
| К к | Л л | М м | Н н | О о | П п | Р р |
| С с | Т т | У у | Ф ф | Х х | Ц ц | Ч ч |
| Ш ш | Щ щ | Ю ю | Я я | Ь ь | Ъ ъ |     |

Соответствие букв лемковского алфавита с обозначаемыми ими звуками, а также лемковские названия букв (в скобках обозначена факультативная или региональная реализация фонем):
| №  | буква | основной аллофон (МФА) | другие аллофоны (МФА)        | лемковское название |
| -- | ----- | ---------------------- | ---------------------------- | ------------------- |
| 1  | А а   | [a]                    |                              | а [а]               |
| 2  | Б б   | [b]                    | [bʲ], [p]                    | бе [бе]             |
| 3  | В в   | [w]                    | [v], [vʲ], [f], ([ɦ]), ([x]) | ве [ве]             |
| 4  | Г г   | [ɦ]                    | [ɦʲ], [x]                    | га [га]             |
| 5  | Ґ ґ   | [ɡ]                    | [ɡʲ], [k]                    | ґє [ґ’е]            |
| 6  | Д д   | [d̪]                    | [d̪ʲ], [t̪]                    | де [де]             |
| 7  | Е е   | [e̞]                    |                              | е [е]               |
| 8  | Є є   | [e]                    | [je]                         | є [je]              |
| 9  | Ж ж   | [ʐ]                    | [ʂ], ([ʑ])                   | жет [жет]           |
| 10 | З з   | [z̪]                    | [ʑ], [s̪], [ʂ]                | зет [зет]           |
| 11 | I i   | [i]                    |                              | i [i]               |
| 12 | И и   | [ɪ]                    |                              | и [и]               |
| 13 | Ы ы   | [ɯ̽]                    |                              | ы [ы]               |
| 14 | Й й   | [j]                    |                              | йот [jот]           |
| 15 | К к   | [k]                    | [kʲ], [ɡ]                    | ка [ка]             |
| 16 | Л л   | [l̪]                    | [lʲ], [w], [wʲ]              | ел [ел]             |
| 17 | М м   | [m]                    | [mʲ]                         | ем [ем]             |

| №  | буква | основной аллофон (МФА) | другие аллофоны (МФА) | лемковское название |
| -- | ----- | ---------------------- | --------------------- | ------------------- |
| 18 | Н н   | [n̪]                    | [ɲ], [ŋ]              | ен [ен]             |
| 19 | О о   | [o̞]                    | [o]                   | о [о]               |
| 20 | П п   | [p]                    | [pʲ], [b]             | пе [пе]             |
| 21 | Р р   | [r]                    | [rʲ], ([rj])          | ер [ер]             |
| 22 | С с   | [s̪]                    | [ɕ], [z̪]              | ес [ес]             |
| 23 | Т т   | [t̪]                    | [t̪ʲ], [d̪]             | те [те]             |
| 24 | У у   | [u]                    |                       | у [у]               |
| 25 | Ф ф   | [f]                    | [fʲ], [v]             | еф [еф]             |
| 26 | Х х   | [x]                    | [xʲ], [ɦ]             | ха [ха]             |
| 27 | Ц ц   | [t̪͡s̪]                   | [t͡ɕ], [d̪͡z̪]            | це [це]             |
| 28 | Ч ч   | [ʈ͡ʂ]                   | [ɖ͡ʐ], ([t͡ɕ])          | че [че]             |
| 29 | Ш ш   | [ʂ]                    | [ʐ], ([ɕ])            | ша [ша]             |
| 30 | Щ щ   | [ʂʈ͡ʂ]                  |                       | ща [шча]            |
| 31 | Ю ю   | [u]                    | [ju]                  | ю [jу]              |
| 32 | Я я   | [a]                    | [ja]                  | я [jа]              |
| 33 | Ь ь   | [ĭ]                    |                       | мягкiй знак         |
| 34 | Ъ ъ   | [ŭ]                    |                       | твердий знак        |

Диграф дз реализуется в речи как /d̪͡z̪/ или как её позиционный палатальный вариант [d͡ʑ]. Диграф дж реализуется как /ɖ͡ʐ/ или как местный диалектный вариант [d͡ʑ]. Буква щ обозначает сочетание [ʂʈ͡ʂ]. Для обозначения мягкости предшествующего гласным [a], [e̞], [u], [i] согласного используются буквы я, є, ю, i. Перед [o̞] и во всех прочих случаях используется мягкий знак ь: вельо [ўел’о] «много», силь [сил’] «соль». Сочетания [ja], [je], [ju] в начале слова и после гласной обозначаются буквами я, є, ю, а сочетание [jo] — буквами й и о: йому [jому] «ему», мойого [моjого] «моего». Твёрдый знак ъ выполняет слогоразделительную функцию между согласной и гласной (при этом согласные перед i, є, ю, я произносятся без смягчения): розъяснити [розjаснити] «осветить, прояснить», зъіхати [зjіхати] «съехать», зъєднати [зjеднати] «снискать, примирить».
В ряде позиций буква л у носителей значительной части лемковских говоров передаёт губно-губной звук [w] (как в польском языке на месте ł). Для таких случаев в первом издании «Лемковской грамматики» было предложено использовать букву л с диакритическим знаком кратка — л̆ (гол̆ова «голова», л̆авка «лавка», ходил̆  «ходил», кол̆о «круг», вол̆к «волк»). Основное назначение этой графемы — использование в словарях и научной языковедческой литературе. В других случаях использование л̆ предлагается рассматривать как факультативное, аналогичное использованию буквы ё в русском языке. Одним из первых изданий, в котором была использована буква л̆, в частности, стало пробное издание «Лемковско-польского словаря» Я. Горощака 1993 года. Лемки, считающие лемковский идиом диалектом украинского языка, в записи диалектных текстов нередко используют графему ї, которая в алфавит лемковского литературного языка не входит.
Орфография лемковского языка относится к морфологическому типу с элементами традиционного типа. Независимо от различий в позициях фонем морфемы пишутся одинаково: выiзд [выiзт] «выезд» — выiзду [выiзду] «выезду»; чытал [чытаў] «читал» — чытали [чытали] «чытали». В ряде случаев применяется традиционный тип написания: вчера [фчера] «вчера», свято [с’ўато] «праздник».

## История языка
Формирование в Низких Бескидах восточнославянского населения, говоры которого стали основой современных лемковских говоров, связывают по одной теории с сохранением в этой части Карпат восточных славян со времён древнерусского летописного племени белых хорват (известного по крайней мере с VIII века), а по другой — с пастушескими миграциями валахов и восточных славян XIV—XVI веков из южных и восточных в более северные и западные районы Карпат. По первой теории предполагается, что автохтонное восточнославянское население формировалось в рамках границ Киевской Руси, но позднее было ассимилировано в результате расселения поляков и словаков, сохранившись только в гористой местности, менее пригодной в экономическом отношении. По второй теории наоборот восточные славяне частично оттеснили и ассимилировали местное польское и словацкое население, известное в Низких Бескидах с XIII века.
Теория белохорватского этногенеза популярна среди самих лемков. По этой теории время расселения белых хорват в Низких Бескидах относят иногда к первым векам I тысячелетия. С одной стороны, данная теория объясняет исконность восточных славян в Лемковине, а с другой стороны объясняет причину диалектных и культурных отличий лемков от остального восточнославянского мира.
Как и в остальных восточнославянских языках и диалектах в лемковских говорах развились и сохранились до настоящего времени такие древние черты праславянской эпохи, как полногласные сочетания -оро-, -оло-, -ере-, эпентетическая согласная l и другие. К X веку произошло изменение носовых в гласные у и ’а.
Позднее после утраты редуцированных в лемковском произошли общие с украинским языковым ареалом изменения *o и *е в новых закрытых слогах в i: кiн «конь».
Формирование этнической общности лемков относят к XVII веку.
На протяжении длительного времени говоры предков лемков северных склонов Карпат бытовали на окраине восточнославянского языкового ареала в соседстве с доминирующим во всех сферах коммуникации польским языком, что сказалось не только на лексическом, но и на фонетическом и грамматическом строе лемковских говоров, испытавших значительное польское влияние. По этой причине, как отмечал Р. Райнфус, русинские группы, жившие по соседству с лемками, называли лемковский язык «ломаным руським» (zepsuta mowa ruska). Так, к польскому влиянию в области фонетики относят среди прочего формирование парокситонического ударения, наличие звонкого типа межсловной фонетики (как и в малопольских говорах), развитие мягкой артикуляции палатальных согласных ц’, д͡з’, с’ и з’. Часть из этих явлений известна также в восточнословацком диалектном ареале.
Впервые черты лемковского диалекта появляются в печатных изданиях во второй половине XVII века. В 1668 году в Трнаве был издан «Катехисисъ для наоуки Оугрорускимъ людемъ», а в 1699 году там же издали «Боукваръ языка Славеньска». Автором этих трудов был мукачёвский епископ Йосиф Де Камелис. На «простый діалект» катехизис и букварь ему помог перевести священник лемковского происхождения Йоан Корныцький.
Сведения о первых в Лемковине церковно-приходских школах, в которых детей лемков стали обучать «руському языку», относятся к первой половине XVII века. Самое раннее упоминание о лемковской школе датируется 1638 годом, когда было начато обучение в селе Поврожник (некоторые исследователи называют и более ранние даты, в частности Б. Кумор утверждает, что первая школа в Лемковине открылась в 1575 году в селе Милик). По распоряжению краковского епископа Яна Задзика руських детей следовало обучать чтению и письму как по-польски, так и по-руськи. Обучение, как правило, велось на том говоре, который дети использовали в повседневном общении, поскольку учителя были из того же с ними или из соседнего села. Число школ в Лемковине очень быстро росло, согласно списку 1780 года, только в мушинском униатском деканате в 36 приходах действовало 32 церковных школы. После окончания школ лемковские дети продолжали обучение в училищах. В частности, в училище (позднее — гимназии) в Подолинце (область Спиш) в период с 1643 по 1849 годы ежегодно училось до 30 студентов из сёл Мушинского деканата. Около половины из 1900 учившихся в это время грекокатоликов были выходцами из Сондецкого и Ясельского регионов (западные и центральные районы Лемковины). Многие из выпускников училищ стали известными учёными, литераторами, политиками, военными, священниками, юристами, журналистами. Часть из них приняла активное участие в русинском национальном движении Галиции в XIX веке. Во второй половине XIX века важную роль в обучении лемков сыграли так называемые руськие бурсы. В них учились многие из лемковских политических деятелей и видных представителей культуры межвоенного периода.
В 1911—1914 годах язык устного общения лемковских сёл впервые стал использоваться в периодической печати. На лемковских говорах начали выпускать двухнедельный (а затем и недельный) журнал «Лемко». Редакция журнала находилась в городе Новы-Сонч. Его издатели заявили, что выпуск нового журнала стал ответом на многочисленные просьбы и требования жителей Лемковины создать печатное издание на родных говорах для своей части Галицкой Руси, поскольку и язык, и вопросы обществено-политической и культурной жизни, волновавшие лемков, были существенно отличными от языка и указанных вопросов других галицких регионов.
В 1934—1939 годах лемковский становится языком обучения в польских государственных школах. Учебники «Лемківскій Буквар» (1933) и «Перша лемківска чытанка» (1934), напечатанные издательством школьной литературы во Львове, были разработаны М. А. Трохановским. Были подготовлены учебники для следующих ступеней обучения, но они так и не были изданы. Издание учебников, а также словаря М. Приймака «Лемківський словничок» (1933), по мнению П. Е. Гриценко, являлись первой попыткой кодификации лемковского языка. П. Трохановский (Петро Мурянка) помимо трудов М. А. Трохановского к первой стадии кодификации лемковского языка относит также работы Д. Ф. Вислоцкого (Ванё Гунянки), написавшего «Карпаторусскій букварь» (1931) и издававшего в Кливленде газету «Лемко» (1931—1939). О формировании норм в этот период говорит тот факт, что И. Ю. Русенко, носитель говора, который сильно отличался от принятой в печати лемковской языковой формы, перешёл на язык М. А. Трохановского и Д. Ф. Вислоцкого. Также на их язык стало впоследствии ориентироваться послевоенное переселенческое поколение, независимо от их происхождения — из Западной, Центральной или Восточной Лемковины.
В 1945—1946 годах до 65—70 % лемков было выселено на Украину по договору об обмене населением с Польшей от 9 сентября 1944 года. Только небольшая часть лемков выехала добровольно, в значительной степени переселение носило принудительный характер, отчасти потому что лемки не идентифицировали себя как украинцев. Оставшиеся 30—35 % лемковского населения (свыше 30 тысяч) были депортированы в рамках операции Висла на Возвращённые Земли (северные и западные районы современной Польши) на место выселенных немцев. С этого времени компактная область расселения лемков перестала существовать. Лемки были рассеяны на обширных территориях Польши и Украины. В соответствии с решением польских властей в процессе операции Висла запрещено было селить в одной местности более 10 % лиц, подлежащих выселению, зачастую жителей одного села размещали в разных регионах. Лемковина была заселена поляками и после официального разрешения вернуться на родную землю, полученного в 1956 году, только небольшая часть лемков вернулась в горы, так как фактически им некуда было возвращаться.
Перед Второй мировой войной лемковский оставался практически полностью языком бытового устного общения в отличие, например, от южнорусинского, который находился на более высоком уровне развития, получив к тому времени кодифицированную форму, став письменным языком и охватив помимо повседневной коммуникации ряд функций общественной сферы. Уровень развития лемковского идиома, фактически близкий бесписьменному диалекту, снизил его устойчивость перед влиянием польского и украинского языка в период негласного запрета лемкам на использование родного языка вне сферы бытового общения и политики украинизации, которая проводилась после Второй мировой войны не только в Польше, но и в Словакии и на Украине в СССР.
В послевоенной социалистической Польше не было возобновлено ни школьное обучение на лемковском, ни издание лемковской периодики. Также было запрещено создание лемковских общественно-культурных организаций. Согласно идеологическим установкам, лемков стали считать украинцами, а их родным языком — украинский. Единственной возможностью для развития лемковских языка и культуры было создание Лемковской секции при Украинском общественно-культурном обществе (Українське суспільно-культурне товариство), основанном в 1956 году. В рамках этого общества лемки добились издания приложения на своих говорах к газете «Наше слово». Но из-за контроля и ограничения деятельности лемков со стороны руководства общества, работа Лемковской секции стала угасать и в конечном итоге она была закрыта. Позднее секцию сформировали вновь, но ведущую роль в ней стали играть лемки проукраинской ориентации. В школе для детей лемков вводили уроки украинского языка, но, по утверждению О. Дуць-Файфер, ученики зачастую не посещали этих занятий, объясняя это тем, что они не украинцы. Периодически предпринимались попытки ввести обучение лемковскому под видом факультативных уроков по родной истории и культуре. Такие уроки проводил, в частности, в 1980-х годах П. Трохановский (Мурянка). Но такая спорадическая деятельность не могла изменить положения дел с изучением родного языка.
Только с 1989 года после принятия польскими властями новых законов, в том числе закона об общественных организациях лемки получили возможность впервые за почти 40 лет развивать и поддерживать свои язык и культуру. Были созданы «Содружество лемков» (1989) и «Объединение лемков» (1990), организовано обучение родному языку в школе, начато издание своей периодики, в Бескидах появились двуязычные указатели населённых пунктов. Комиссия по образованию при организации «Содружество лемков», возглавляемая в тот период М. Хомяк, добилась введения с сентября 1991 года факультативных занятий по лемковскому языку в начальной школе села Устье-Горлицке (бывшее Устье-Руске), в 1992 году такие занятия начались ещё в двух школах Лемковины — в Крынице и Розделье. Позднее лемковский стали изучать в школах Западной Польши. В 2001/2002 учебных годах в Польше было 14 школ, в которых лемковский учили 127 учеников, а в 2005/2006 учебных годах уже было 37 школ с 295 учениками.
В 2005 году лемковский получил в Польше государственную поддержку как язык этнического меньшинства.

## Лингвистическая характеристика

### Фонетика и фонология

#### Гласные
Система вокализма лемковской литературной нормы включает 6 гласных фонем (гласны). Гласные различаются по степени подъёма языка и по ряду, сопряжённому с наличием или отсутствием лабиализации (огубления):
| подъём         | ряд               | ряд               | ряд         |
| подъём         | передний          | средний           | задний      |
| подъём         | нелабиализованные | нелабиализованные | лабиализов. |
| -------------- | ----------------- | ----------------- | ----------- |
| верхний        | i                 |                   | у           |
| средне-верхний | (и)               | ы                 |             |
| средний        | е                 |                   | o           |
| нижний         |                   | a                 |             |

Гласные i и и могут быть рассмотрены как два варианта (аллофона) одной фонемы /i/, поскольку они не встречаются в словах в одной и той же позиции. Звук [i] при этом произносится после мягких согласных: зісти [з’iсти] «съесть», кін [к’iн] «конь», вітер [в’iтер] «ветер», но возможен в ряде случаев и после твёрдых согласных: зъідати [зiдати]/[зjiдати] «съедать». Звук [и] произносится только после твёрдых согласных: вити «вить». В таких позициях, как начало слова или после гласной выступает только [i]: імати «ловить», чыi «чьи», клиіти «клеить», но как местная диалектная особенность в начале некоторых слов факультативно может произноситься [и]: іти/ити «идти», i/и «и» (союз). В позиции после гласных или в начале слова перед i может произноситься звук [j]: моi [моji] «мои», доiти [доjiти] «доить», iхати [jiхати] «ехать».
Гласные i/и и ы рассматриваются как две разных фонемы, так как могут встречаться в словах в одинаковых позициях. Например, после твёрдых согласных: бити «бить» — быти «быть»; писк «писк» — пыск «морда, пасть». Наиболее часто гласная ы встречается после согласных к, г, ґ, х, ш, ж, ч: кывнути «качнуть, кивнуть», гырмити «греметь», хыжа «хата, изба», жытя «жизнь», чысто «чисто».
У гласной фонемы /o/ имеется вариант [ô], который произносится несколько выше по подъёму и более лабиализованно, чем основной аллофон [о]: конi [кôн’i] «кони». В соседстве с мягкими согласными отмечается произношение особых аллофонов у фонем /a/ и /е/.

#### Согласные
Система консонантизма лемковского литературного языка включает две группы согласных (согласны) — сонорные и шумные. Согласные обеих групп классифицируются по месту и способу образования (в парах согласных слева приведены глухие согласные, справа — звонкие, после обозначения согласных в МФА в круглых скобках приведены обозначения согласных кириллицей, в квадратные скобки заключены некоторые из позиционных вариантов фонем):
| взрывные                  | тв. | p (п) b (б)     |                     | t̪ (т) d̪ (д)     |         |                |                  | k (к) g (ґ)             |             |
| взрывные                  | м.  | pʲ (п’) bʲ (б’) |                     | t̪ʲ (т’) d̪ʲ (д’) |         |                |                  | [kʲ] ([к’]) [gʲ] ([ґ’]) |             |
| аффрикаты                 | тв. |                 |                     | t̪͡s̪ (ц) d̪͡z̪ (д͡з)  |         | ʈ͡ʂ (ч) ɖ͡ʐ (д͡ж) |                  |                         |             |
| аффрикаты                 | м.  |                 |                     |                 |         |                | t͡ɕ (ц’) d͡ʑ (д͡з’) |                         |             |
| фрикативные               | тв. |                 | f (ф) v (в)         | s̪ (с) z̪ (з)     |         | ʂ (ш) ʐ (ж)    |                  | x (х)                   | ɦ (г)       |
| фрикативные               | м.  |                 | [fʲ] ([ф’]) vʲ (в’) |                 |         |                | ɕ (с’) ʑ (з’)    | [xʲ] ([х’])             | [ɦʲ] ([г’]) |
| носовые                   | тв. | m (м)           |                     | n̪ (н)           |         |                |                  | [ŋ] ([ӈ])               |             |
| носовые                   | м.  | mʲ (м’)         |                     |                 |         |                | ɲ (н’)           |                         |             |
| дрожащие                  | тв. |                 |                     | r (р)           | r (р)   | r (р)          |                  |                         |             |
| дрожащие                  | м.  |                 |                     | rʲ (р’)         | rʲ (р’) | rʲ (р’)        |                  |                         |             |
| скользящие согласные      | тв. | [w] ([ў])       |                     |                 |         |                |                  |                         |             |
| скользящие согласные      | м.  | [wʲ] ([ў’])     |                     |                 |         |                | j                |                         |             |
| латеральные аппроксиманты | тв. |                 |                     | l̪ (л)           |         |                |                  |                         |             |
| латеральные аппроксиманты | м.  |                 |                     | lʲ (л’)         | lʲ (л’) | lʲ (л’)        |                  |                         |             |

Значительная часть согласных противопоставляется по признаку мягкости (палатализованности) и твёрдости (непалатализованности): /п/ — /п’/, /б/ — /б’/ и т. п. Ряд палатализованных согласных, таких, как [к’], [ґ’], [х’] и [г’], выступающих только перед гласными переднего ряда i и е, а также [ў’] и [ф’], выступающих только перед гласной i, не относят к отдельным фонемам, поскольку указанные мягкие согласные не имеют в тех же позициях соответствующих твёрдых коррелятов и не встречаются в иных позициях, кроме позиций перед i и е.
Губно-губной согласный [ў] является основным аллофоном фонемы /в/, он отмечается в позиции перед любой гласной, кроме i, в позиции после гласной и перед согласной, а также в позиции конца слова: вода [ўода] «вода», дверi [дўер’i] «двери», травник [траўник] «газон», рiв [р’iў] «ров». Аллофон [в] отмечается только в начале слова перед звонким согласным: вдiти [вд’iти] «надеть» (перед глухими согласными выступает аллофон [ф]: вхiд [фх’iт] «вход»). Как [ў] реализуется и фонема /л/ в позиции перед гласными (исключая гласные переднего ряда и и е, но не в конечном сочетании ле у имён прилагательных и причастий в форме единственного числа среднего рода): пила [пиўа] «пила», но пилити [пилити] «пилить, погонять», блыха [бўыха] «блоха», бiле [б’iўе] «белое», загасле [загасўе] «угасшее»; в позиции после гласной и перед согласной: пилка [пиўка] «мяч»; в позиции на конце слова: подiл [под’iў] «деление». В диалектном тексте встречается лискі [ўыскі] для англ. whisky. Для обозначения подобной реализации фонемы /л/ возможно факультативное использование буквы л̆. Произношение [л] на месте /л/ отмечается только перед гласными и и е: были [были] «были», млин [млин] «мельница», лем [лем] «только». В восточнословацком русинском твёрдая ł перешла в альвеолярный латеральный аппроксимант l.
Фонема /р’/ перед гласной а может факультативно реализовываться как сочетание [рj]: ряса [р’аса]/[рjаса] «обмолоченные зёрна овса».
Шипящий согласный [ж’] может изредка выступать как местный вариант звонкой постальвеолярной согласной /ж/: жырафа [ж’iрафа] наряду с более распространённым [жырафа] «жираф». Также местной фонетической особенностью в произношении шипящих может быть произношение [ш’] на месте /ш/: шист [ш’iст] наряду с более распространённым [шист] «шесть», произношение [д͡ж’] на месте /д͡ж/: меджа [мед͡ж’а] наряду с более распространённым [мед͡жа] «межа» и произношение [ч’] на месте /ч/: час [ч’ас] наряду с более распространённым [час] «время» (произношение [ч’] известно в восточных и части центральных лемковских говоров).
Носовой согласный [ӈ] является позиционным (а также факультативным) вариантом фонемы /н/ перед к: санкы [саӈкы] «санки», дикунка [дикуӈка] «дикарка».
В позиции перед губно-губной согласной п заднеязычный [х] может выступать как факультативный вариант фонемы /в/: впасти [фпасти]/[хпасти] «упасть», впити (ся) [фпити]/[хпити] «напоить (напиться)». В позиции перед [ў], [м], [б], [д], [д’] как факультативный вариант фонемы /в/ может отмечаться заднеязычный [г]: власний [вўасниj]/[гўасниj] «собственный», вмыти [вмыти]/[гмыти] «умыть, вымыть», вдарити [вдарити]/[гдарити] «ударить».
Сочетания дт’, зж, зш, зж произносятся как долгие [т’:], [ж’:] и [ш’:]: одтяти [от’:ати] «отрезать, отсечь», розжаліня [рож: ал’iн’а] «обида, горечь», розшмарити [рош: марити] «раскидать», найнижше [наjниш: е] «нижайшее, самое низкое», а зч произносится как [ш]: розчервеніти ся [рошчерўен’iти] «раскраснеться».
Звонкие парные согласные оглушаются в положении перед глухими: ввезти [ў:ести] «ввезти», пiдкова [п’iткоўа] «подкова», з хмаром [с‿хмаром] «с тучей»; в позиции на конце слова перед паузой: хлiб [xл’iп] «хлеб», зараз [зарас] «сейчас», юж/уж [jуш]/[уш] «уже», сад [сат] «сад», кляґ [кл’ак] «сычуг» и на стыке слов, если последующее слово начинается с глухого согласного. Глухие озвончаются в положении перед звонкими: здерти [здерти] «содрать» и если последующее слово начинается со звонкого согласного: слух добрий [сўуг‿добриj] «хороший слух», хоц-де [ход͡зде] «где-нибудь, куда-нибудь», снiп жыта [сн’iб‿жыта] «сноп ржи».
В позиции перед согласными [ж], [ш], [д͡ж], [ч], [з’], [с’], [д͡з’], [ц’] зубная артикуляция [з], [с], [д͡з], [ц], [д], [т] меняется на альвеолярную: хоц-што [хот̣што] «что-нибудь, что-либо», оджыти [од̣жыти] «ожить».

#### Просодия
Словесное ударение (акцент, притиск) в лемковском языке является фиксированным — всегда ставится на предпоследний слог: ˈвода «вода», ˈєден «один», ˈкоза «коза», ˈмороз «мороз», ˈрука «рука», оˈгурок «огурец», кыˈшенка «кармашек», ноˈнашка «крёстный», черˈвений «красный», волоˈчыти «волочить», тогоˈрічний «нынешнего года». По этому признаку лемковский литературный язык, с одной стороны, объединяется с польским языком и восточнословацким диалектом (исключая его сотацкие говоры), а, с другой стороны, противопоставляется всем остальным восточнославянским идиомам, ударение у которых разноместное и подвижное. В числе прочего по типу ударения лемковский противопоставлен также пряшевско-русинскому литературному языку, базирующемся на говорах, переходных от словацких лемковских к среднекарпатским, хотя в значительной части говоров словацких русин отмечается парокситоническое ударение. Ударение на предпоследний слог характерно также для южнорусинского языка.
Логическое ударение в лемковском языке падает на то слово или ту группу слов, которые являются важными для выражения сути предложения.

#### Морфонология
В лемковском языке представлены такие морфонологические чередования фонем, как:
- вокалические: /е/ ~ /i/ (летiти «лететь» — лiтати «летать»)[~ 8], /е/ ~ /о/ (нести «нести» — носити «носить»), /i/ ~ /а/ (сiдати «сидеть» — садити «сажать»), /о/ ~ /i/ ((на) дворi «(на) дворе» — двiр «двор»)[~ 9], /о/ ~ /ø/, /е/ ~ /ø/ или беглость гласных (сон «сон» — сны «сны», ден «день» — дня «дня»)[~ 10];
- консонантные: /к/ ~ /ч/, /х/ ~ /ш/, /г/ ~ /ж/: наука «наука» — навчыти «научить», пастух «пастух» — пастуший «пастуший», книга «книга» — книжок «книжек», /к/ ~ /ц’/, /х/ ~ /с’/, /г/ ~ /з’/: музыка «музыка» — (о) музыцi «(о) музыке», муха «муха» — (о) мусi «(о) мухе», нога «нога» — (на) нозi «(на) ноге», /д/ ~ /д͡ж/, /д/ ~ /ж/, /т/ ~ /ч/, /з/ ~ /ж/, /с/ ~ /ш/, /ц/ ~ /ч/: судити «судить» — суджыня «суд, суждение», мазати «мазать» — мажу «мажу», носити — ношу «ношу» и другие чередования.

### Морфология
В морфологической системе (морфольоґiя) лемковского языка выделяют 10 частей речи (части мовы) — особых грамматических классов, которые объединяются общим значением, едиными морфологическими признаками и едиными синтаксическими функциями.
Выделяют три типа частей речи, из которых 6 знаменательных (полнозначне, самодiльне слово) — имена существительные (назывникы), имена прилагательные (придавникы), имена числительные (числовникы), местоимения (мiсценазывникы), глаголы (часослова) и наречия (присловникы), 3 служебных (ґраматычне, помiчне, несамодiльне слово) — частицы (часткы), союзы (злучникы) и предлоги (приназывникы), а также одна особая часть речи — междометие (выкричник). В состав глаголов включают причастия (часопридавникы) и деепричастия (часоприсловникы), в составе наречий особую группу слов образуют предикативы (предикативы).

#### Имя существительное
Имя существительное в лемковской литературной норме — знаменательная часть речи, называющая предметы и одушевлённые существа. Характеризуется грамматической категорией рода (рiд), изменяется по числам (число) и падежам (одмiнок). Основные синтаксические функции существительного — функции подлежащего (пiдмет) и дополнения (дополнiня).
Категория рода представлена в формах единственного числа (єднина, єднотне число) именами существительными трёх классов: мужского (мужскiй рiд) , женского (женьскiй рiд) и среднего рода (середнiй рiд). Особо выделяется группа слов общего рода (спiльний рiд) типа сирота «сирота», ляпа «сплетник/сплетница». В современном лемковском идиоме имя существительное имеет только два числа — единственное и  множественное (множына, множне число) . Кроме этого, выделяется группа singularia tantum, существительные которой имеют только единственное число (молоко «молоко»), и pluralia tantum, существительные которой имеют только множественное число (санi «сани», споднi «брюки»). В системе склонения (одмiна) отмечаются семь падежей: именительный (называючий одмiнок, номiнатив), родительный (рождаючий одмiнок, ґенiтив), дательный (даючий одмiнок, датив), винительный (видячий одмiнок, акузатив), творительный (творячий одмiнок, iнштрументал), местный (мiсцевий одмiнок, локатив) и звательный (кличучий одмiнок, вокатив).
Выделяют четыре типа склонения существительных:
- I тип — существительные женского, мужского и общего рода с флексией (кiнцивка, флексия) /-а/ (на письме -а и -я) в именительном падеже единственного числа: весна «весна», ґамба «рот»; вежа «башня», куча «хлев»; зазуля «кукушка»; редакция «редакция»; слуга «слуга», Iлия (имя собственное); сирота «сирота», лябздуля «болтун/болтунья»;
- II тип — существительные мужского рода с нулевой флексией и с флексией /-о/ в именительном падеже единственного числа и существительные среднего рода с флексиями /-о/, /-е/ и /-а/ (на письме -я) в именительном падеже единственного числа, исключая формы с суффиксами -ат, -ят, -ен: дуган «табак», выгляд «вид, наружность, облик»; бiль «боль», корабель «корабль»; край «край, конец, страна»; няньо «папа»; повересло «мочалка», село «село»; сонце «солнце», море «море»; весiля «свадьба», пазьдзiря «костра»;
- III тип — существительные женского рода с основой на согласную (на письме также оканчивающиеся мягким знаком) с нулевой флексией в именительном падеже единственного числа: нiч «ночь», груд «грудь», матiр «мать»; постiль «постель»;
- IV тип — существительные среднего рода с флексией /-а/ (на письме -а и -я) в именительном падеже единственного числа с суффиксами -ат-, -ят-, -ен- в косвенных падежах: гача «жеребёнок» — гачата «жеребята», оплiча «блузка» — оплiчата «блузки», теля «телёнок» — телята «телята»; iмя «имя» — iмена «имена».

Выделяются две группы имён существительных, к одной из которых относят одушевлённые существительные (жывотний назывник) с названиями лиц и животных, а к другой — все остальные — неодушевлённые (нежывотний назывник). У одушевлённых существительных формы мужского рода винительного падежа совпадают с формами родительного падежа в I склонении множественного числа и во II склонении единственного и множественного числа. Неодушевлённость выражается совпадением форм женского и среднего рода винительного падежа с формами именительного падежа в I склонении множественного числа и во II, III и VI склонении единственного и множественного числа.
Существительные I склонения делятся на три группы. В первую входят существительные с основой на твёрдую согласную (робота «работа», нонашка «крёстная») с подгруппой из существительных мужского рода типа староста «староста», дружба «дружка». Во вторую входят существительные с основой на мягкую согласную и ц (хвиля «мгновение, миг», уця «овца») с подгруппой из существительных мужского рода типа имени Iлия и существительных с основой на j типа адмiнiстрац[иj-а] «администрация». К третьей группе относят существительные с основой на шипящие ж, ш, ч, щ (хыжа «хата, изба», душа «душа», куча «хлев», пуща «пуща»).
Парадигма падежных форм существительных I склонения единственного и множественного числа на примере слов уйчына «тётя» (жена уйка — уйко «дядя» или в узком смысле «вуй, дядя по матери, брат матери»), нога «нога», ґазда «хозяин», земля «земля», єпархiя «епархия» и душа:
| падеж        | единственное число | единственное число | единственное число | единственное число | единственное число | единственное число | множественное число | множественное число | множественное число | множественное число | множественное число | множественное число |
| ------------ | ------------------ | ------------------ | ------------------ | ------------------ | ------------------ | ------------------ | ------------------- | ------------------- | ------------------- | ------------------- | ------------------- | ------------------- |
| именительный | уйчына             | нога               | ґазда              | земля              | єпархiя            | душа               | уйчыны              | ногы                | ґазды/ ґаздове      | землi               | єпархii             | душы                |
| родительный  | уйчыны             | ногы               | ґазды              | землi              | єпархii            | душы               | уйчын               | ног/ нiг            | ґаздив/ ґаздiв      | земель              | єпархiй             | душ                 |
| дательный    | уйчынi             | нозi               | ґаздi              | земли              | єпархii            | души               | уйчынам             | ногам               | ґаздам              | землям              | єпархiям            | душам               |
| винительный  | уйчыну             | ногу               | ґазду              | землю              | єпархiю            | душу               | уйчыны              | ногы                | ґаздив/ ґаздiв      | землi               | єпархii             | души                |
| творительный | уйчыном            | ногом              | ґаздом             | земльом            | єпархiйом          | душом              | уйчынами            | ногами              | ґаздами             | землями             | єпархiями           | душами              |
| местный      | уйчынi             | нозi               | ґаздi              | земли              | єпархii            | души               | уйчынах             | ногах               | ґаздах              | землях              | єпархiях            | душах               |
| звательный   | уйчыно/ уйчын      | ного               | ґаздо              | земльо/ земле      | єпархiйо           | душо               | уйчыны              | ногы                | ґазды/ ґаздове      | землi               | єпархii             | душы                |

В части польских лемковских говоров в формах творительного падежа единственного числа существительных I склонения на месте -ом выступает флексия -ов [оў], которая принята нормативной в пряшевско-русинской грамматике словацких русинов. У существительных с основой на к, г, х в формах дательного и местного падежей единственного числа происходит чередование согласных к/ц, х/с, г/з: нонашка — нонашцi, муха «муха» — мусi, нога — нозi. Существительные с основой на шипящие ж, ш, ч, щ склоняются как существительные с основой на твёрдую согласную, исключая формы дательного и местного падежей единственного числа, в которых у существительных на шипящие отмечается флексия -и (вежи, души, кучи, пущи). У существительных с основой на мягкую согласную л в формах дательного и местного падежей единственного числа отмечается окончание -и (хвили, земли). Формы звательного падежа могут быть образованы как от одушевлённых, так и от неодушевлённых существительных (земльо, душо). Помимо форм звательного падежа на -о/-е у некоторых существительных звательные формы могут образовываться также сокращением флексий: Олено/Олен, Параско/Параск, уйчыно/уйчын.
У существительных I склонения с основой на группу согласных с последней к в форме родительного падежа множественного числа перед к происходит чередование гласных ø/о: нонашка — нонашок, учытелька «учительница» — учытельок. Если же в группе согласных последняя н, то в этой же грамматической форме перед н появляется гласная е (чередование ø/е): весна — весен, вiйна «война» — воєн (є пишется в том случае, если в основе именительного падежа перед н находится j). У существительных типа нога, дорога «дорога» в формах родительного падежа множественного числа в основе отмечается чередование гласных о/i, о/и: нога — нiг/ниг, дорога — дорiг/дориг. Одушевлённые существительные мужского рода имеют по два варианта формы именительного и звательного падежей множественного числа: ґазды/ґаздове. Формы звательного падежа всех существительных I склонения во множественном числе совпадают с формами именительного падежа.
Парадигма падежных форм существительных II склонения единственного и множественного числа на примере слов ворог «враг», выгляд, бiль, нонашко «крёстный», няньо, село «село», сонце, весiля:
| падеж        | единственное число | единственное число | единственное число | единственное число | единственное число | единственное число | единственное число | единственное число | множественное число | множественное число | множественное число | множественное число | множественное число | множественное число | множественное число | множественное число |
| ------------ | ------------------ | ------------------ | ------------------ | ------------------ | ------------------ | ------------------ | ------------------ | ------------------ | ------------------- | ------------------- | ------------------- | ------------------- | ------------------- | ------------------- | ------------------- | ------------------- |
| именительный | ворог              | выгляд             | бiль               | нонашко            | няньо              | село               | сонце              | весiля             | ворогы              | выгляды             | болi                | нонашкове/ нонашкы  | няньове             | села                | сонця               | весiля              |
| родительный  | ворога             | выгляду/ выгляде   | болю               | нонашка            | няня               | села               | сонця              | весiля             | ворогiв             | выглядiв            | болiв               | нонашкiв            | нянiв               | сiл                 | сонц                | весiль              |
| дательный    | ворогови           | выглядови          | больови            | нонашкови          | няньови            | селу               | сонцю              | весiлю             | ворогам             | выглядам            | болям               | нонашкам            | няням               | селам               | сонцям              | весiлям             |
| винительный  | ворога             | выгляд             | бiль               | нонашка            | няня               | село               | сонце              | весiля             | ворогiв             | выгляды             | болi                | нонашкiв            | нянiв               | села                | сонця               | весiля              |
| творительный | ворогом            | выглядом           | больом             | нонашком           | няньом             | селом              | сонцьом            | весiльом           | ворогами            | выглядами           | болями              | нонашками           | нянями              | селами              | сонцями             | весiлями            |
| местный      | ворозi/ ворогу     | выглядi            | болю               | нонашку            | няню               | селi               | сонци              | весiлю             | ворогах             | выглядах            | болях               | нонашках            | нянях               | селах               | сонцях              | весiлях             |
| звательный   | вороже/ ворогу     | выгляде            | болю               | нонашку            | няню               | село               | сонце              | весiля             | ворогы              | выгляды             | болi                | нонашкове/ нонашкы  | няньове             | села                | сонця               | весiля              |

Особые формы склонения с изменением основы имеют слова овес «овёс», оцет «уксус» и отец «отец»: в единственном числе — овес, вiвса, вiвсови...; оцет, вiцту, вiцтови...; отец, вiтца/вiтця, вiтцу/вiтцови или вiтцю/вiтцьови...; во множественном числе — вiвсы, вiвсив/вiвсiв, вiвсам...; вiцты, вiцтив/вiцтiв, вiцтам; вiтцове/отцi, вiтцiв и т. д. Формы одушевлённых существительных мужского рода винительного падежа II склонения совпадают с формами родительного падежа как в единственном, так и во множественном числе. Неодушевлённые существительные мужского и среднего рода единственного и множественного числа II склонения имеют омонимичные формы винительного и именительного падежей. В ряде существительных II склонения в формах косвенного падежа единственного числа и в формах множественного числа отмечаются чередования гласных -о/-и: нохот «ноготь» — нихтя; -и/-о: плит «забор» — плота; -i/-о: кiн — коня; -i/-е: карпiль «брюква» — карпеля; -о/ø: ґєрок — ґєрка и -е/ø: ярец «ячмень» — ярцу.
В склонении существительных мужского рода в родительном падеже единственного числа распространены флексии -у (-ю) и -а (-я). Флексия -а после мягких согласных (на письме — -я) встречается у существительных, оканчивающихся в формах именительного падежа на -ар, -ель, -iль, -ец  (учытель — учытеля, хлопец — хлопця), и у ряда слов типа кiн — коня, няньо — няня. У некоторых существительных мужского рода в форме родительного падежа отмечается вариативность флексий (выгляду/выгляде, краю/края). В склонении существительных среднего рода в родительном падеже флексия -а отмечается у существительных, имеющих окончание в форме именительного падежа -о (право «право» — права), а флексия -я — у существительных, имеющих окончание в форме именительного падежа -е и -я (поле — поля, весiля — весiля). В склонении существительных мужского рода в дательном падеже единственного числа наиболее продуктивной флексией является -ови. Реже (наряду с -ови) встречается флексия -у (-ю) — формы с данными флексиями считаются равноправными: хлопцю/хлопцьови. В склонении существительных среднего рода в дательном падеже во всех формах отмечается флексия -у (-ю). В формах творительного падежа существительных чепец «чепец», отец, мiсяц «месяц», пiняз «деньги», сонце нормативными считаются варианты с основами как на мягкую, так и на твёрдую согласную: сонцом/сонцьом. В формах местного падежа существительные мужского рода имеют окончание -и — у основ на твёрдую согласную и ц: кантари (кантар «часть конской упряжи»), мiсяци; окончание -i — у основ на мягкую согласную: морозi (мороз «мороз»); окончание -у ( -ю) — у основ основ на мягкую согласную, j и к: болю, краю, ґєрку (ґєрок «пиджак») и вариантные окончания -у/-i — у основ на заднеязычные согласные с чередованием в основе г/з’, х/с’: ворогу/ворозi, моху/мосi (мох «мох») и -и/-ю — у слова пiняз: пiнязи/пiнязю. Существительные среднего рода имеют окончания -i — селi, -и —  ребри (ребро «ребро») и -у (-ю) — яблку/ябку (яблко/ябко «яблоко»), весiлю. Особую группу во II склонении составляют слова мужского рода на -о: названия родственников (дiдо «дед», няньо, уйко, нонашко) и имена собственные (Ваньо, Штесьо), у которых в местном падеже отмечается окончание -у (-ю): дiду, няню. В формах звательного падежа существительные мужского рода имеют окончание -е: хлопче, выгляде; окончание -у ( -ю): внуку (внук «внук»), ґєрку, коню, шугаю (шугай «красавец») и вариантные окончания -е/-у — у основ на заднеязычные согласные с чередованием в основе г/ж, к/ч, х/ш: вороже/ворогу, паробче/парiбче/парiбку (паробок «неженатый, холостяк, кавалер»), пастуше/пастуху (пастух «пастух»). Существительные среднего рода в форме звательного падежа имеют такие же окончания, как и у форм именительного падежа.
В склонении существительных мужского рода в именительном падеже множественного числа распространены флексии -ы (ворогы); -i (конi, хлопцi); -е (родиче «родители»); -ове (няньове) и вариантные окончания -ове/-ы (ґаздове/ґазды) и -ы/-и — у основ на согласную к с чередованием в основе к/ц (парiбкы/парiбци). У существительных среднего рода в форме именительного падежа отмечается флексия -а (-я). В формах родительного падежа существительные мужского рода имеют окончания -ив (морозив); -и (кони); -iв (ворогiв); в формах среднего рода отмечается нулевое окончание (сiл, ребер, весiль). В ряде форм родительного падежа появляются беглые гласные -о- и -е- (яблко — яблок;  повересло — повересел), а также происходит чередование гласных -о/-i и -е/-i (поле — пiль; село — сiл). Большинство форм дательного падежа существительных мужского и среднего рода имеют окончание -ам (-ям). Наряду с ним встречаются локальные варианты окончаний -ом -iм/-им: вiтцям/вiтцом, быкам/быком/быкiм (бык «бык»), коням/коньом/конiм. Формы творительного падежа существительных мужского и среднего рода имеют окончание -ами (-ями). У существительных кiн и пiняз имеются вариативные флексии: конями/кiнмi (с чередованием -о/-i в основе) и пiнязями/пiнязами/пiнязми. Формы местного падежа существительных мужского и среднего рода имеют окончание -ах (-ях) с локальным вариантом окончания -ох в формах мужского рода: вiтцях/вiтцьох/вiтцох. Существительные мужского и среднего рода в форме звательного падежа имеют такие же окончания, как и у форм именительного падежа.
Парадигма падежных форм существительных III склонения единственного и множественного числа на примере слов долон «ладонь», силь «соль», церков «церковь, храм»:
| падеж        | единственное число | единственное число | единственное число | множественное число | множественное число | множественное число |
| ------------ | ------------------ | ------------------ | ------------------ | ------------------- | ------------------- | ------------------- |
| именительный | долон              | силь               | церков             | долони              | солi                | церкви              |
| родительный  | долони             | соли               | церкви             | долони              | соли                | церкви/ церков      |
| дательный    | долони             | соли               | церкви             | долоням             | солям               | церквам/ церквям    |
| винительный  | долон              | силь               | церков             | долони              | солi                | церкви              |
| творительный | долоню/ долоньом   | сiлю/ сольом       | церквом            | долонями            | солями/ сильми      | церквами/ церквями  |
| местный      | долони             | соли               | церкви             | долонях             | солях               | церквах/ церквях    |
| звательный   | долоне             | силь               | церков/ церкво     | долони              | солi                | церкви              |

Наряду с флексией -ом в формах творительного падежа единственного числа существительных III склонения в ряде говоров распространён локальный вариант флексии -ов [оў]. У некоторых существительных в формах косвенного падежа единственного числа и в формах множественного числа отмечается чередование гласных -i/-о: кiст «кость» — кости; -и/-о: силь — соли; -е/-ø: мысель «мысль» — мысли, а у существительного кров «кровь» отмечается изменения корня: /кров/ — /кырв/ или /кырв’/. Особые флексии характерны для существительного матiр с архаичным вариантом мати «мать»: в единственном числе — мати/матiр, матери/матере, матери...; во множественном числе — матери, матери/матерiв, матерям/матiрям и т. д. Данное существительное имеет несколько вариативных основ: матiр, матiр’, матiрj; матер, матер’, матерj. В формах творительного падежа единственного числа отмечаются окончания -ю, -ом. В формах звательного падежа наряду с -е встречаются флексия -о («церкво») и нулевая флексия (силь). В формах родительного падежа множественного числа наряду с -и и -i встречаются флексии -ø («церков»), -ив, -iв (кырвiв). В формах творительного падежа наряду с -ами (-ями) встречается флексия -ми («кiстми»). Формы звательного падежа от неодушевлённых существительных в III склонении употребляются очень редко.
Парадигма падежных форм существительных IV склонения единственного и множественного числа на примере слов дiвча «девушка», паця «свинья», сiмя «семя»:
| падеж        | единственное число | единственное число | единственное число | множественное число | множественное число | множественное число |
| ------------ | ------------------ | ------------------ | ------------------ | ------------------- | ------------------- | ------------------- |
| именительный | дiвча              | паця               | сiмя               | дiвчата             | пацята              | семена              |
| родительный  | дiвчате/ дiвчата   | пацяте/ пацята     | семена/ семени     | дiвчат              | пацят               | семен               |
| дательный    | дiвчату            | пацяту             | семену             | дiвчатам/ дiвчатим  | пацятам/ пацятим    | семенам             |
| винительный  | дiвча              | паця               | сiмя               | дiвчата             | пацята              | семена              |
| творительный | дiвчатом           | пацятом            | семеном            | дiвчатами/ дiвчатми | пацятами/ пацятми   | семенами            |
| местный      | дiвчати            | пацяти             | семени             | дiвчатах            | пацятах             | семенах             |
| звательный   | дiвча              | паця               | сiмя               | дiвчата             | пацята              | семена              |

К существительным VI склонения с суффиксом -ен- относятся слова iмя (у которого есть вариант имено), сiмя и вымя «вымя». Ранее к этому же типу склонения относились слова знамено «знак, родинка», племено «племя», рамено «плечо» и стрiмено «стремя», которые теперь склоняются по II типу, и слово пол̆омiн «пламя», которое перешло в разряд мужского рода. У всех существительных VI склонения совпадают формы именительного, винительного и звательного падежей. В родительном падеже у форм с суффиксами -ат- (-ят-) в единственном числе отмечаются два варианта окончаний — -е и -а, из которых первое авторы грамматики считают предпочтительным. У форм с суффиксом -ен- отмечаются два равноправных окончания — -а и -и. В дательном падеже у форм с суффиксами -ат- (-ят-) во множественном числе отмечаются два варианта окончаний — -ам и -им, в творительном падеже — -ами и -ми.
Склонение существительных pluralia tantum происходит по III типу склонения: ворота «ворота», ворит/ворiт, воротам, ворота, воротами/воротми/ворiтми, воротах, ворота; клiщы «клещи», клiщи, клiщам, клiщы, клiщами, клiщах, клiщы; споднi, споден, сподням, споднi, споднями, споднях, споднi и т. п.   у существительных с основой на группу согласных с последними л и н в формах родительного падежа появляется беглая гласная е: гушли «скрипка, гусли» — гушель, холошни «зимние брюки из шерстяного сукна» — холошни. Также в форме родительного падежа появляется беглая гласная о в случае, если перед флексией в именительном падеже выступает согласная к (санкы «санки» — санок), и происходит чередование гласных о/и и о/i в слове ворота. В форме местного падежа у существительного санi наряду с -ях встречается флексия -ох: санях/саньох

#### Имя прилагательное
Имя прилагательное, выражающее значение признака предмета, характеризуется словоизменительными категориями рода, числа и падежа. По значению прилагательные делятся на качественные (якiстны) — червений «красный», великiй «большой, великий», относительные (односны) — робiтна «трудолюбивая, работящая», сонечний «солнечный», притяжательные (присвiйны) — сестрина «сестрина», стрыкiв «дядин» (стрык/стрыко «дядя» или в узком смысле «стрый, дядя по отцу, брат отца»), конячы «конский». Для качественных прилагательных характерна категория степени сравнения (ступенi порiвнаня).
Прилагательные выполняют синтаксические функции согласованного определения (придаток) при существительном, а также входят в состав именного сказуемого (присудок).
Склонение прилагательных с твёрдой и мягкой основами, а также с основой на заднеязычные согласные к, г, х на примере слов головний «главный», тихiй «тихий» и синiй «синий, голубой»:
| падеж        | падеж        | единственное число         | единственное число         | единственное число      | множественное число       |
| падеж        | падеж        | мужской род                | средний род                | женский род             | множественное число       |
| ------------ | ------------ | -------------------------- | -------------------------- | ----------------------- | ------------------------- |
| именительный | именительный | головний/ синiй/ тихiй     | головне/ синє/ тихє        | головна/ синя/ тиха     | головны/ синi/ тихы       |
| родительный  | родительный  | головного/ синiого/ тихого | головного/ синiого/ тихого | головной/ синiой/ тихой | головных/ синiх/ тихых    |
| дательный    | дательный    | головному/ синiому/ тихому | головному/ синiому/ тихому | головнiй/ синiй/ тихiй  | головным/ синiм/ тихым    |
| винительный  | нелично-муж. | головний/ синi/ тихiй      | головне/ синє/ тихє        | головну/ синю/ тиху     | головны/ синi/ тихы       |
| винительный  | лично-муж.   | головного/ синiого/ тихого | головне/ синє/ тихє        | головну/ синю/ тиху     | головных/ синiх/ тихых    |
| творительный | творительный | головным/ синiм/ тихым     | головным/ синiм/ тихым     | головном/ синiом/ тихом | головныма/ синiма/ тихыма |
| предложный   | предложный   | головным/ синiм/ тихым     | головным/ синiм/ тихым     | головнiй/ синiй/ тихiй  | головных/ синiх/ тихых    |
| звательный   | звательный   | головний/ синiй/ тихiй     | головне/ синє/ тихє        | головна/ синя/ тиха     | головны/ синi/ тихы       |

У прилагательных женского рода в формах дательного и местного падежей после согласных ж, ш, ч, с, р, л выступает окончание -ий: мудрий «мудрый», цiлий «целый». У прилагательных, согласуемых с существительными лично-мужского класса, в единственном и множественном числе формы винительного падежа совпадают с формами родительного падежа. Формы именительного и звательного падежей омонимичны у прилагательных во всех родах и числах.
Часть имён прилагательных мужского рода единственного числа может образовывать особые краткие несклоняемые формы (коротка форма придавникiв): голоден «голоден», груб «толст», молодь «молод».
Формы сравнительной степени (выжший ступiн, компаратив) образуются от форм положительной степени (основний ступiн, позитив) с помощью суффиксов:
- -ш-: молодий «молодой» — молодший (молодша, молодше, молодшы), довгiй «длинный, долгий» — довший, высокiй «высокий» — выжший;
- -iйш-: чорний «чёрный» — чорнiйший.

От некоторых прилагательных образуются супплетивные формы: добрий «добрый, хороший» — лiпший, малий «малый» — менший, злий «злой» — гiрший. Значения сравнительной степени могут выражаться также аналитическими формами: барже червений «более красный», бiльше/менше спокiйний «более/менее спокойный».
Формы превосходной степени (найвыжший ступiн, суперлятив) образуются при помощи префикса най-: наймудрiйший «самый мудрый», наймлодша «самая молодая», найбiльша «наибольшая, самая большая». Максимальное проявление превосходной степени выражается при помощи частицы як- или префикса пре-: якнайбiльший, пренайсвятiйша. Прилагательные, образуемые от некоторых форм положительной степени при помощи префикса пре-, образуют стилистически окрашенную форму превосходной степени (предобрий).

#### Имя числительное
Имя числительное называет число, количество и порядок предметов. Выделяются количественные (кiлкiстны), порядковые (порядковы), собирательные (громадны) и дробные (дробовы) числительные.
Количественные числительные (три «три», десят «десять», двадцет «двадцать») обозначают количество предметов (два столы «два стола») и абстрактное понятие числа (штыри дiлит ся през два «четыре делится на два»). Порядковые числительные обозначают порядок предметов: перший «первый», другiй «второй», третiй «третий». Собирательные числительные называют число предметов, взятых в совокупности (двоє «двое», троє «трое»); они имеют ограниченную сочетаемость: могут использоваться с существительными, обозначающими лица (четверо лiкарiв «четверо врачей»), с названиями существительных, обозначающих детей или детёнышей животных (пятеро гусят «пятеро гусят»), и с существительными pluralia tantum (троi ворота «трое ворот»). Дробные числительные передают значение части целого числа: єдна друга «одна вторая», три чверти/три четверты/три четвертых «три четвёртых», сiм осмин «семь восьмых», єдна цiла i двi пяты/пятины «одна целая и две пятых».
Числительные от одного до двадцати двух:
|    | количественные                                   | порядковые     | собирательные  |
| -- | ------------------------------------------------ | -------------- | -------------- |
| 1  | єден (муж. род), єдна (жен. род), єдно (ср. род) | перший         |                |
| 2  | два (муж. и ср. род), двi (жен. род)             | другiй         | двоє           |
| 3  | три                                              | третiй         | троє           |
| 4  | штыри/штырi                                      | четвертий      | четверо        |
| 5  | пят                                              | пятий          | пятеро         |
| 6  | шист                                             | шестий         | шестеро        |
| 7  | сiм                                              | семий          | семеро         |
| 8  | вiсем/осем                                       | осмий          | осмеро         |
| 9  | девят                                            | девятий        | девятеро       |
| 10 | десят                                            | десятий        | десятеро       |
| 11 | єденадцет                                        | єденадцетий    | єденадцетеро   |
| 12 | дванадцет                                        | дванадцетий    | дванадцетеро   |
| 13 | тринадцет                                        | тринадцетий    | тринадцетеро   |
| 14 | штырнадцет                                       | штырнадцетий   | штырнадцетеро  |
| 15 | пятнадцет                                        | пятнадцетий    | пятнадцетеро   |
| 16 | шистнадцет                                       | шистнадцетий   | шистнадцетеро  |
| 17 | сiмнадцет                                        | сiмнадцетий    | сiмнадцетеро   |
| 18 | вiсемнадцет                                      | вiсемнадцетий  | вiсемнадцетеро |
| 19 | девятнадцет                                      | девятнадцетий  | девятнадцетеро |
| 20 | двадцет                                          | двадцетий      | двадцетеро     |
| 21 | двадцет єден/ /єдна/єдно                         | двадцет перший |                |
| 22 | двадцет два/двi                                  | двадцет другiй | двадцет двоє   |

Числительные от тридцати до миллиарда:
|        | количественные                            | порядковые                |
| ------ | ----------------------------------------- | ------------------------- |
| 30     | тридцет                                   | тридцетий                 |
| 40     | чотырдесят/ чытырдесят/ четырдесят/ сорок | чотырдесятий/ сороковий   |
| 50     | пятдесят                                  | пятдесятий                |
| 60     | шистдесят                                 | шистдесятий               |
| 70     | сiмдесят                                  | сiмдесятий                |
| 80     | вiсемдесят/ осемдесят                     | вiсемдесятий/ осемдесятий |
| 90     | девятдесят                                | девятдесятий              |
| 100    | сто                                       | сотний                    |
| 200    | двiста                                    | двiсотний                 |
| 300    | триста                                    | трисотний                 |
| 400    | штыриста                                  | штырисотний               |
| 500    | пятсто                                    | пятсотний                 |
| 600    | шистсто                                   | шистсотний                |
| 700    | сiмсто                                    | сiмсотний                 |
| 800    | вiсемсто/ осемсто                         | вiсемсотний/ осемсотний   |
| 900    | девятсто                                  | девятсотний               |
| 1000   | тысяч/тисяч                               | тисячний                  |
| 2000   | два тысячы/ два тисячы                    | двотисячний               |
| 1 млн  | милийон                                   | милийоновий               |
| 1 млрд | милиярд                                   | милиярдовий               |

Числительное єден, изменяющееся по родам, числам и падежам:
| падеж        | падеж        | единственное число | единственное число | единственное число | множественное число |
| падеж        | падеж        | мужской род        | средний род        | женский род        | множественное число |
| ------------ | ------------ | ------------------ | ------------------ | ------------------ | ------------------- |
| именительный | именительный | єден               | єдно               | єдна               | єдны                |
| родительный  | родительный  | єдного             | єдного             | єдной              | єдных               |
| дательный    | дательный    | єдному             | єдному             | єднiй              | єдным               |
| винительный  | лично-муж.   | єдного             | єдно               | єдну               | єдных               |
| винительный  | нелично-муж. | єдно               | єдно               | єдну               | єдны                |
| творительный | творительный | єдным              | єдным              | єдном              | єдныма              |
| предложный   | предложный   | єдным              | єдным              | єднiй              | єдных               |
| звательный   | звательный   | єден               | єдно               | єдна               | єдны                |

Особый тип склонения отмечается у числительных два (форма женского рода именительного падежа — двi), три, штыри/штырi, а также у собирательных числительных оба, обыдва «оба» (формы женского рода именительного падежа — обi, обiдвi) и числительных от «пяти» (пят) до «десяти» (десят), числительных на -дцет (єденадцет, дванадцет и т. д.) и -десят (пятдесят, шистдесят и т. д.). У числительных двiста, триста, штыриста и числительных на -сто (пятсто, шистсто и т. д.) в родительном падеже отмечается вариативность форм типа сто/стох. У числительного чотырдесят отмечается вариативная форма сорок (сорок, сорока, сороком, сорок/сорока, сорокома, сороках, сорок). В говорах Южной Лемковины встречается также форма штыридцет.
Склонение числительных три, сiм, двадцет и пятсто:
| падеж        | падеж        | три    | семь   | двадцать    | пятьсот        |
| ------------ | ------------ | ------ | ------ | ----------- | -------------- |
| именительный | именительный | три    | сiм    | двадцет     | пятсто         |
| родительный  | родительный  | трйох  | семох  | двадцетьох  | пятсто/пятстох |
| дательный    | дательный    | трйом  | семом  | двадцетьом  | пятстом        |
| винительный  | лично-муж.   | трйох  | семох  | двадцетьох  | пятстох        |
| винительный  | нелично-муж. | три    | сiм    | двадцет     | пятсто         |
| творительный | творительный | трйома | семома | двадцетьома | пятстома       |
| предложный   | предложный   | трйох  | семох  | двадцетьох  | пятстох        |
| звательный   | звательный   | три    | сiм    | двадцет     | пятсто         |

Числительные тисяч и милийон имеют формы множественного числа тисячы и милийоны, а также особые флексии в формах звательного падежа — тисячу, милийоне. В сочетании с формами два, три и штыри числительное тисяч имеет окончание -ы (два тисячы), в остальных случаях отмечается окончание -и (пят тисячи). Количественные числительные, согласующиеся с существительными лично-мужского класса, в именительном падеже могут иметь две формы: два жолнiры и двох жолнiрив «два солдата».
Порядковые числительные склоняются так же, как и прилагательные: перший, першого, першому...; третiй, третього, третьому...; перше, першого, першому...; третє, третього, третьому...; перша, першой, перший...; третя, третьой, третiй...; першы, першых...; третi, третiх... Собирательные числительные имеют такие же формы косвенных падежей, как и у прилагательных множественного числа: двоє, двоiх, двоiм...; пятеро, пятерых, пятерым ...

#### Местоимение
Местоимения (місценазывникы) лемковской литературной нормы группируются в 9 разрядов:
1. личные (особовы): я «я», ты «ты», він «он», она «она», оно «оно»; мы «мы», вы «вы», они «они»;
2. возвратные (вертаны, рефлексивны): себе «себя», собi (си) «себе»;
3. притяжательные (присвiйны, посесивны): мій (моя, моє, моi) «мой (моя, моё, мои)», твій «твой», свій «свой»; наш «наш», ваш «ваш», iх «их»;
4. указательные (вказуючы): тот (тота, тото, тоты) «этот (эта, это, эти)», сес «этот», тiлко «столько»;
5. вопросительные (зьвiдуючы, вопросны): хто? «кто?», што? «что?», якiй? «какой?», котрий? «который?», чый? «чей?»;
6. относительные (односны): хто «кто», што «что», якiй «какой», котрий «который», чый «чей», кiлко «сколько»;
7. определительные (вызначены): каждий (кажда, кажде, кажды) / кождий (кожда, кожде, кожды) «каждый (каждая, каждое, каждые)», сам «сам», iнчий / iнший «другой, иной», вшыток «весь»;
8. неопределённые (невызначены): хтоси «кто-нибудь, кто-то», штоси «что-нибудь, что-то», котрысий «какой-то, кто-то», якысий «какой-то, некий», хоц-хто «кто-нибудь, кто-либо», дахто «кто-то, кто-нибудь», дашто «что-то, что-нибудь», хоц-якiй «какой-нибудь, какой-либо»;
9. отрицательные (одрикаючы, неґуючы): нихто «никто», нич «ничто», ниякiй «никакой», ничый «ничей», и т. д.

Склонение личных (первого и второго лиц) и возвратного местоимений:
| падеж        | единственное число | единственное число | множественное число | множественное число | возвратное |
| падеж        | 1-е лицо           | 2-е лицо           | 1-е лицо            | 2-е лицо            | возвратное |
| падеж        | я                  | ты                 | мы                  | вы                  | себя       |
| ------------ | ------------------ | ------------------ | ------------------- | ------------------- | ---------- |
| именительный | я                  | ты                 | мы                  | вы                  | —          |
| родительный  | мене, мя, ня, мня  | тебе, тя           | нас                 | вас                 | себе, ся   |
| дательный    | мi                 | тобi, ти           | нам                 | вам                 | собi, си   |
| винительный  | мене, мя, ня, мня  | тебе, тя           | нас                 | вас                 | себе, ся   |
| творительный | мном               | тобом              | нами                | вами                | собом      |
| местный      | мi, мнi            | тобi               | нас                 | вас                 | собi       |

Склонение личных местоимений третьего лица:
| падеж        | единственное число    | единственное число    | единственное число | множественное число |
| падеж        | мужской род           | средний род           | женский род        | множественное число |
| падеж        | он                    | оно                   | она                | они                 |
| ------------ | --------------------- | --------------------- | ------------------ | ------------------- |
| именительный | він                   | оно                   | она                | они                 |
| родительный  | його, него, нього, го | його, него, нього, го | єй, ней            | iх                  |
| дательный    | йому, ньому, му       | йому, ньому, му       | iй, ни, нiй        | iм, ним             |
| винительный  | його, него, нього, го | його, него, нього, го | єй, ю, ню          | iх                  |
| творительный | ним                   | ним                   | ньом               | нима                |
| местный      | ним                   | ним                   | нiй, ней           | них                 |

Местоимения с начальным н- употребляются только с предлогами.
Склонение указательных местоимений тот, тота, тото, тоты:
| падеж        | падеж        | единственное число | единственное число | единственное число | множественное число |
| падеж        | падеж        | мужской род        | средний род        | женский род        | множественное число |
| ------------ | ------------ | ------------------ | ------------------ | ------------------ | ------------------- |
| именительный | именительный | тот                | тото               | тота               | тоты                |
| родительный  | родительный  | того               | того               | той                | тых                 |
| дательный    | дательный    | тому               | тому               | тiй                | тым                 |
| винительный  | лично-муж.   | того               | тото               | тоту               | тых                 |
| винительный  | нелично-муж. | тот                | тото               | тоту               | тоты                |
| творительный | творительный | тым                | тым                | том                | тыма                |
| предложный   | предложный   | тым                | тым                | тiй                | тых                 |

Склонение вопросительных и относительных местоимений хто, што, неопределённых местоимений хтоси, штоси и отрицательные местоимений нихто, нич:
| падеж        | кто  | что  | кто-то | что-то | никто  | ничто  |
| ------------ | ---- | ---- | ------ | ------ | ------ | ------ |
| именительный | хто  | што  | хтоси  | штоси  | нихто  | нич    |
| родительный  | кого | чого | когоси | чогоси | никого | ничого |
| дательный    | кому | чому | комуси | чомуси | никому | ничому |
| винительный  | кого | што  | когоси | штоси  | никого | нич    |
| творительный | кым  | чым  | кымси  | чымси  | никым  | ничым  |
| предложный   | кым  | чым  | кымси  | чымси  | никым  | ничым  |

Притяжательные местоимения типа мій, моя, моє, моi, вопросительные и относительные местоимения типа якiй, котрий, определительные местоимения типа каждий, iнчий, неопределённые местоимения типа якысий, отрицательные местоимения типа ничый, ниякiй склоняются по адъективному типу. Как варианты полных форм притяжательных местоимений мужского и среднего рода родительного и дательного падежей единственного числа отмечаются стяжённые формы: мойого и мого, мойому и мому; твойого и твого, твойому и твому. Притяжательные местоимения типа наш, ваш, определительные местоимения типа сам склоняются как числительное єден.

#### Глагол
У глагола, выражающего процесс (действие, состояние), выделяют категории времени (час), лица (особа), наклонения (спосiб), залога (сторона), вида (вид), числа, а также в прошедшем времени и сослагательном наклонении категорию рода.
По выражению целостности или нецелостности процесса или части процесса различают глаголы совершенного вида (завершений вид) и глаголы несовершенного вида (незавершений вид). Значительная часть глаголов может образовывать видовые пары: зробити «сделать» — робити «делать». Видовые значения чаще всего оформляются при помощи приставок и суффиксов: чытати «читать» — про-чытати «прочитать», купити «купить» — куп-ува-ти «покупать».
Безличные глаголы (неособовы часослова), выражающие процесс без действующего лица или предмета, могут принимать формы инфинитива, сослагательного наклонения, настоящего времени и т. д.: змеркати ся «смеркаться», змеркало бы ся «смеркалось бы», змеркат ся «смеркается», змеркне ся «будет смеркаться».
Инфинитив (iнфiнiтив) имеет формы на -ти и -чы: чытати, садити «садить»; речы «сказать», помочы «помочь» (в отличие от лемковской нормы в пряшевско-русинской отражены глагольные формы с палатальным -т’ в окончании инфинитива, характерные для небольшой части говоров западного карпаторусинского ареала: робити [робит’i] «делать», печi «печь»). От основы инфинитива и прошедшего времени (минулий час), а также от основы настоящего (теперишнiй час) и простого будущего времени (будучий простий час) образуются все остальные формы глаголов: бесiдува — основа от инфинитива бесiдувати «разговаривать, говорить, беседовать» и форм прошедшего времени бесiдувал, бесiдувала и т. п.; бесiдуй — основа от формы настоящего времени бесiдуют, бесiдує и т. п.
В современных лемковских говорах и в лемковской литературной норме различаются формы настоящего времени, прошедшего времени (с двумя вариантами его образования), будущего простого и будущего составного времени (будучий зложений час).
В личных формах настоящего и будущего простого времени глаголы разделяют на три спряжения (часоодмiна, конюґация). Формы настоящего времени образуются от глаголов несовершенного вида, формы простого будущего времени образуются от глаголов совершенного вида.
Спряжение в настоящем времени глаголов бесiдувати, гварити «говорить», катуляти «обтачивать» и в будущем простом времени глаголов написати «написать», навчыти «научить», покохати «полюбить»:
| лицо и число       | I спряжение                         | II спряжение               | III спряжение      |
| ------------------ | ----------------------------------- | -------------------------- | ------------------ |
| 1-е лицо ед. числа | бесiдую (бесiду[j-у]), напишу       | гварю (гвар’[у]), навчу    | катулям, покохам   |
| 2-е лицо ед. числа | бесiдуєш (бесiду[j-е]ш), напишеш    | гвариш, навчыш             | катуляш, покохаш   |
| 3-е лицо ед. числа | бесiдує (бесiду[j-е]), напише       | гварит, навчыт             | катулят, покохат   |
| 1-е лицо мн. числа | бесiдуєме (бесiду[j-е]ме), напишеме | гвариме, навчыме           | катуляме, покохаме |
| 2-е лицо мн. числа | бесiдуєте (бесiду[j-е]те), напишете | гварите, навчыте           | катуляте, покохате |
| 3-е лицо мн. числа | бесiдуют (бесiду[j-у]т), напишут    | гварят (гвар’[а]т), навчат | катуляют, покохают |

В форме 3-го лица единственного числа у глаголов III спряжения в лемковском как и во всех остальных русинских идиомах сохраняется флексия -т: чытат «читает» при укр. читає. В отличие от пряшевско-русинского языка, в котором в формах 3-го лица единственного и множественного числа за норму принята флексия с мягкой согласной -т’, характерная для восточного карпаторусинского ареала, в лемковском используется флексия с твёрдой -т, характерная для западного карпаторусинского ареала:  iст «ест», чытают «читают» — в лемковском, но ïсть, чiтають — в пряшевском при укр. ïсть, читають.
В формах настоящего времени с давней основой на -аjе- отмечается общерусинское стяжение гласных, неизвестное другим восточнославянским литературным языкам: чытам «читаю», чыташ «читаешь», чытат «читает», чытаме «читаем» при укр. чытаю, читаєш, читає, читаємо. В пряшевско-русинской норме стяжение гласных отсутствует в формах множественного числа: чытаме «читаем», чытате «читаете» — в лемковском, но чiтаєме, чiтаєте — в пряшевском.
Общей чертой для русинских идиомов, отмечаемой в лемковской норме, является наличие флексии -ме в форме 1-го лица множественного числа настоящего времени: знаме «знаем» при укр. знаємо.
У глаголов знати «знать» и мати «иметь» в формах 3-го лица единственного числа отмечаются варианты зна/знає/знат, ма/має/мат. Варианты знат и мат характерны в основном для говоров Южной Лемковины.
Формы глаголов, не относящихся к основным типам спряжения, быти «быть», гнати «гнать», iсти «есть» и хотiти/хтiти «хотеть» в настоящем времени:
| лицо     | единственное число | единственное число | единственное число | единственное число | множественное число | множественное число | множественное число | множественное число   |
| -------- | ------------------ | ------------------ | ------------------ | ------------------ | ------------------- | ------------------- | ------------------- | --------------------- |
| 1-е лицо | єм                 | жену               | iм                 | хочу/хцу           | (єсме) сме/зме      | женеме              | iме                 | хочеме/хцеме          |
| 2-е лицо | єс                 | женеш              | iш                 | хочеш/хцеш         | (єсте) сте          | женете              | iсте                | хочете/хцете          |
| 3-е лицо | єст                | жене               | iст                | хоче/хце           | сут                 | женут               | iдят                | хотят/хтят/хочут/хцут |

В пряшевско-русинской норме отмечаются такие варианты глагола быти, как є (в 3-м лице единственного числа), сьме и сьте (в 1-м и 2-м лице множественного числа).
Формы глаголов прошедшего времени образуются прибавлением к основе инфинитива суффикса -л- и родовой или числовой флексии: я/ты чытал/чытало/чытала «я/ты читал/читало/читала», вiн чытал «он читал», оно чытало «оно читало», она чытала «она читала», мы/вы/они чытали «мы/вы/они читали». Наряду с этим для глаголов 1-го и 2-го лица единственного и множественного числа имеется ещё один способ образования формы прошедшего времени, равноправный с основным способом. Он представляет собой сочетание основного глагола прошедшего времени (образованного при помощи суффикса -л-) с формой вспомогательного глагола быти в настоящем времени: чытал єм/чытала єм «(я) читал»/«(я) читала», чытал єс/чытала єс «(ты) читал»/«(ты) читала», чытали сме «(мы) читали» и т. п. В формах женского рода возможно сращение вспомогательного глагола с основным: чыталам «(я) читала», чыталас «(ты) читала». При образовании форм прошедшего времени указанным способом допускается присоединение вспомогательных глаголов єм, єс, сме, сте не только к основному глаголу, но и к другим словам в предложении (личным и вопросительным местоимениям, союзам): бо-сме барз голодны были «потому что мы были очень голодными».
Спряжение в прошедшем времени глагола бесiдувати:
| лицо     | единственное число        | единственное число         | единственное число                        | множественное число          |
| лицо     | мужской род               | средний род                | женский род                               | множественное число          |
| -------- | ------------------------- | -------------------------- | ----------------------------------------- | ---------------------------- |
| 1-е лицо | я бесiдувал/бесiдувал єм  | я бесiдувало/бесiдувало єм | я бесiдувала/бесiдувала єм (бесiдувалам)  | мы бесiдували/бесiдували сме |
| 2-е лицо | ты бесiдувал/бесiдувал єс | я бесiдувало/бесiдувало єс | ты бесiдувала/бесiдувала єс (бесiдувалас) | вы бесiдували/бесiдували сте |
| 3-е лицо | вiн бесiдувал             | оно бесiдувало             | она бесiдувала                            | они бесiдували               |

Для западного карпаторусинского ареала характерны формы глаголов 3-го лица единственного числа мужского рода прошедшего времени с суффиксом -л-, которые противопоставляются формам с суффиксом -в-, распространённым в восточных карпаторусинских говорах. В лемковской норме отмечается произношение данного суффикса как губно-губного [ў]: бы[ў], чыта[ў], но на письме — был, чытал. В пряшевской норме произношение суффикса в форме мужского рода как -в- [ў] отражено орфографически: быв, чiтав.
Особые формы образуют глаголы, заканчивающиеся в инфинитиве на -чы — мочы «мочь», влечы «влечь», лячы/лечы «лечь», печы «печь», речы «сказать», стрiчы «стричь», течы «течь» (с чередованиями в основах е/ю, о/i и ч/к, ч/г): мочы — мiг/могло/могла/могли «мог/могло/могла/могли», влечы — влюк/влекло/влекла/влекли «влёк/влекло/влекла/влекли».
Формы будущего составного времени образуются от глаголов несовершенного вида аналитическим способом, при котором личные формы глагола быти  ставятся перед формой прошедшего времени с суффиксом -л- основного глагола (в единственном числе) и перед формой инфинитива основного глагола (во множественном числе). Спряжение в будущем составном времени глагола чытати:
| лицо     | единственное число                        | множественное число |
| -------- | ----------------------------------------- | ------------------- |
| 1-е лицо | буду чытал / буду чытало / буду чытала    | будеме чытати       |
| 2-е лицо | будеш чытал / будеш чытало / будеш чытала | будете чытати       |
| 3-е лицо | буде чытал / буде чытало / буде чытала    | будут чытати        |

Два типа аналитической формы будущего времени, отражённые в лемковской норме (буду чытал и будеме чытати), характерны для западного карпаторусинского ареала. В пряшевско-русинской норме отражена восточная карпаторусинская форма будущего составного времени, представленная сочетанием личных форм глагола быти только с инфинитивом основного глагола (буду чiтати и будеме чiтати).
В лемковской литературной норме выделяют действительный (активна сторона) и страдательный залог (пасивна сторона). Как третью форму залога рассматривают возвратные глаголы (вертаны, рефлексивны часослова).
Действительный залог может быть выражен конструкцией с объектом в форме винительного падежа: лямпа осьвiтлят стiл «лампа освещает стол». Страдательный залог образуется при помощи конструкции с личной формой вспомогательного глагола быти, страдательным причастием и субъектом в форме творительного падежа: стiл єст осьвiтляний лямпом «стол освещён лампой».
Возвратные глаголы образуются при помощи так называемой возвратной частицы -ся, которая в формах настоящего, будущего простого и сложного, а также прошедшего времени (без вспомогательного глагола) ставится после личного местоимения перед глаголом: я ся вчу «я учусь», они ся купают «они купаются»; мы ся вчыли «мы учились», я ся купала «я купалась»; я ся навчу «я научусь», они ся выкупают «они искупаются»; я буду ся вчыл «я буду учиться», ты будеш ся купала «ты будешь купаться». Кроме этого, возможно употребление вариантных форм с расположением частицы -ся после глагола: я вчу ся, они купают ся; мы вчыли ся, я купала ся; я навчу ся, они выкупают ся; я буду вчыл ся, ты будеш купала ся. В формах глаголов прошедшего времени, образуемых при помощи вспомогательного глагола, частица -ся может находиться только после основного глагола: вчыл єм ся «я учился», купала єс ся (купалас ся) «ты купалась»; вчыли сте ся «вы учились». Также различные позиции в предложении может занимать подвижная частица -ся в говорах юго-западного наречия украинского языка и частица się в польском языке.
В лемковском стандарте выделяют три наклонения глагола: изъявительное (ознаємляючий спосiб, iндiкатив), повелительное (розказовий спосiб, iмператив) и сослагательное (условний спосiб, кондiционал).
Глаголы изъявительного наклонения обозначают процесс (действие, состояние), происходящее в настоящем, прошедшем или будущем. В отличие от глаголов повелительного и сослагательного наклонения глаголы изъявительного наклонения выражают значение времени и могут принимать все грамматические временные формы: пишу «пишу», писал/писал єм «писал», буду писал «буду писать», напишу «напишу».
Глаголы повелительного наклонения выражают побуждение к действию. Они образуются от основ настоящего времени и в формах 2-го лица единственного числа чаще всего полностью с ними совпадают: бесiдуют (бесiд[уj-ут]) «разговаривают» — бесiдуй «разговаривай», печ-ут «пекут» — печ «пеки». При этом у глаголов с основой на мягкие согласные б’, п’, т’, в’, с’, з’, р’ в формах повелительного наклонения конечный согласный заменяется твёрдым: робят «делают» (ро[б’-ат]) — роб «делай», возят «возят» (во[з’-ат]) — воз «вози». В случае, если основа настоящего времени состоит только из согласных, форма повелительного наклонения образуется при помощи окончаний -и или -ый: жд-ут «ждут» — жди «жди», вч-ат «учат» — вчый «учи». У некоторых глаголов с основой на согласный формы повелительного наклонения образуются при помощи окончания -ий: прийм-ут «примут» — приймий «прими». Глаголы iсти «есть», повiсти «сказать» образуют неправильные формы повелительного наклонения: iдят «едят» (i[д’-ат]) — iдж «ешь»,  повiдят «скажут» (повi[д’-ат]) — повiдж «скажи». Наряду с формами повелительного наклонения 2-го лица единственного числа наиболее употребительными являются также формы 2-го лица множественного числа. Они образуются при помощи флексии -те: бесiдуйте «разговаривайте», чытайте «читайте». Формы совместного действия 1-го лица множественного числа образуются при помощи флексии -ме: бесiдуйме «поговорим», чытайме «почитаем». Формы 3-го лица единственного и множественного числа образуются аналитически при помощи частицы най и глагольной формы, сходной с формой 3-го лица единственного и множественного числа настоящего или простого будущего времени: най бесiдує «пусть разговаривает», най бесiдуют «пусть разговаривают», най чытат «пусть читает», най чытают «пусть читают». Характерной чертой форм повелительного наклонения в лемковских говорах и в основанном на них лемковском стандарте является утрата флексии -i (роб, печ, воз). Данная черта распространена во всём западном карпаторусинском ареале.
В лемковских говорах также встречается архаичная форма повелительного наклонения, образуемая при помощи частицы ле: пиш-ле «пиши», пиште-ле «пишите», зроб-ле «сделай», зробте-ле «сделайте». Таким же образом формируются императивные междометия, обозначающие побуждение к действию: но-ле «давай», хо-ле гев «иди сюда».
Глаголы сослагательного наклонения обозначают предположительное или возможное действие, реализуемое при определённых условиях, а также могут обозначать просьбу или побуждение к действию. Формы сослагательного наклонения образуются при помощи частицы бы и l-причастия: писал бы «писал бы», писала бы «писала бы», писало бы «писало бы», писали бы «писали бы». Кроме того, в лемковской норме имеется вариант для форм 1-го и 2-го лиц, в котором после глагола на -л- представлено сочетание частицы бы с формой вспомогательного глагола быти в настоящем времени: писал бым «(я) писал бы», писал быс «(ты) писал бы», писали бы сме/зме «(мы) писали бы», писали бы сте «(вы) писали бы». В этом варианте употребление личного местоимения является необязательным.
Спряжение глагола чытати в сослагательном наклонении:
| лицо     | единственное число    | единственное число      | единственное число      | множественное число        |
| лицо     | мужской род           | средний род             | женский род             | множественное число        |
| -------- | --------------------- | ----------------------- | ----------------------- | -------------------------- |
| 1-е лицо | я бы чытал/чытал бым  | я бы чытало/чытало бым  | я бы чытала/чытала бым  | мы бы чытали/чытали бы сме |
| 2-е лицо | ты бы чытал/чытал быс | ты бы чытало/чытало быс | ты бы чытала/чытала быс | вы бы чытали/чытали бы сте |
| 3-е лицо | вiн бы чытал          | оно бы чытало           | она бы чытала           | они бы чытали              |

К нефинитным формам глагола помимо инфинитива относят причастие (часопридавник) и деепричастие (часоприсловник).
Причастие обозначает протекающий во времени процесс как признак предмета: чытаючий «читающий». Причастия изменяются по родам, числам и падежам и имеют те же окончания, что и у имён прилагательных с твёрдой основой. Выделяют причастия действительного залога (активны часопридавники), образуемые от основ настоящего и простого будущего времени, и причастия страдательного залога (пасивны часопридавники), образуемые от основ прошедшего времени и инфинитива. Действительные причастия настоящего времени образуются при помощи суффиксов -уч-, -юч-, -ач-, -яч-: квитучий «цветущий», лежачий «лежащий». Действительные причастия настоящего времени с суффиксами  -ущ-, -ющ-, -ащ-, -ящ- (жывущий «живущий»), заимствованные из церковнославянского языка, а также действительные причастия прошедшего времени с суффиксами -вш-, -ш- (прочытавший «прочитавший») рассматриваются в лемковской норме как архаизмы. Страдательные причастия прошедшего времени образуются при помощи суффиксов -н-, -ен-, -т-: купаний «искупанный», привезений «привезённый», розбитий «разбитый». Страдательные причастия настоящего времени с суффиксом -им- (любимий «любимый») считаются архаизмами.
Деепричастие обозначает протекающий во времени процесс, который сопровождается каким-либо другим процессом: бесiдуючы «разговаривая», смiючы ся «смеясь». Выделяют деепричастия несовершенного вида, которые образуются с помощью суффикса /-учы/ (на письме — -учы, -ючы) от основ глагола несовершенного вида настоящего времени — чытают (чыт[аj-ут]) — чытаючы (чыт[аj-учы]) «читая», и деепричастия совершенного вида, которые образуются с помощью суффикса -вшы от основ глагола совершенного вида прошедшего времени или инфинитива — прочытал, прочытати — прочытавшы «прочитав».

#### Словообразование
Словообразование (словотворiня) в лемковском языке производится при помощи добавления к корням слов (корiн) суффиксов (суфiкс), префиксов (префiкс) и постфиксов, при помощи сложения слов (зложены слова), путём субстантивации и другими способами на основе имён существительных, имён прилагательных, местоимений, глаголов и других частей речи. Среди используемых способов словообразования, в том числе смешанных, отмечаются:
- суффиксация: почта «почта» — почтар «работник почты», прати «стирать» — праня «стирка», учыти/вчыти «учить» — учытель «учитель», темний «тёмный» — темнота «темнота», кiлко «сколько» — кiлкiст «количество, численность», дерево «дерево» — деревяний «деревянный», веселий «весёлый» — весело «весело», три «три» — третiй «третий», троє «трое»;
- префиксация: польскы «польский» — по польскы «по-польски», нести «нести» — вынести «вынести», брати «брать» — зобрати «собрать», грити «греть» — розогрити «разогреть»;
- суффиксация с префиксацией: наш «наш» — по нашому «по-нашему», бiк «бок» — збоку «сбоку», учыти/вчыти — повчувати «наставлять, поучать, вразумлять»;
- постфиксация: купати «купать» — купати ся «купаться»;
- префиксация с постфиксацией: кохати «любить» — закохати ся «влюбиться»;
- суффиксация с префиксацией и с постфиксацией: лiтаты «летать» — розлiтуватися «разлетаться»;
- словосложение (с использованием интерфикса, в том числе и нулевого): самольот «самолёт», землетрясiня «землетрясение», снiжно-бiлий «снежно-белый», пятдесят «пятьдесят», сiмсто «семьсот»;
- субстантивация прилагательных: наречений «жених, суженый», злий «дьявол, чёрт», довгiй «уж, змея» (эвфемизм);
- аббревиация — создание аббревиатур (абревiатура, скорочыня): ООН, Органiзация Обєднаных Народiв «ООН, Организация Объединённых Наций» и т. д.

## Лексика
В лемковском, как и в остальных русинских идиомах, отмечаются венгерские заимствования, некоторые из которых известны также в польских и словацких диалектах: ґазда «хозяин», валал «село, деревня».

## История изучения
Севернолемковские говоры как часть общелемковского ареала были объектом изучения таких диалектологов, как И. Г. Верхратский, исследовавший речь лемков на рубеже XIX—XX веков («Про говор галицких лемків», 1902), и И. Зилинский, работавший в Польше в межвоенный период («Праці про говірки Лемківщини (від Попраду до Ослави)», 2008). Активное изучение лемковских говоров в Польше продолжилось после Второй мировой войны. В этот период под редакцией З. Штибера был издан «Atlas językowy dawnej Łemkowszczyzny» в 8 томах, 1956—1964. Позднее З. Штибер опубликовал работу «Dialekt Łemków. Fonetyka i fonologia», 1982. В 1995 году вышла ещё одна заметная работа по лемковской диалектологии «Słownictwo i nazewnictwo łemkowskie» Я. Ригера. Вновь к лемковским говорам исследователи обратились в 2000-х годах. Внимание учёных привлекли изменения, происходящие в лемковских говорах, связанные с влиянием на них иноязычного окружения. В числе таких работ отмечаются статьи в сборниках «Język mniejszości w otoczeniu obcym», 2002, «Studia nad słownictwem gwar ukraińskich w Polsce. Łemkowszczyzna i gwary nadsańskie», 2002 (оба под редакцией Я. Ригера), «Лемківський діалект у загальноукраїнському контексті», 2009, а также исследования М. Бжезины «Łemkowski w Polsce w aspekcie socjolingwistycznym», 1999, М. Мисяк «Łemkowie: w kręgu badań nad mniejszościami etnolingwistycznymi w Polsce», 2006 и другие.